# Architecture gothique anglaise

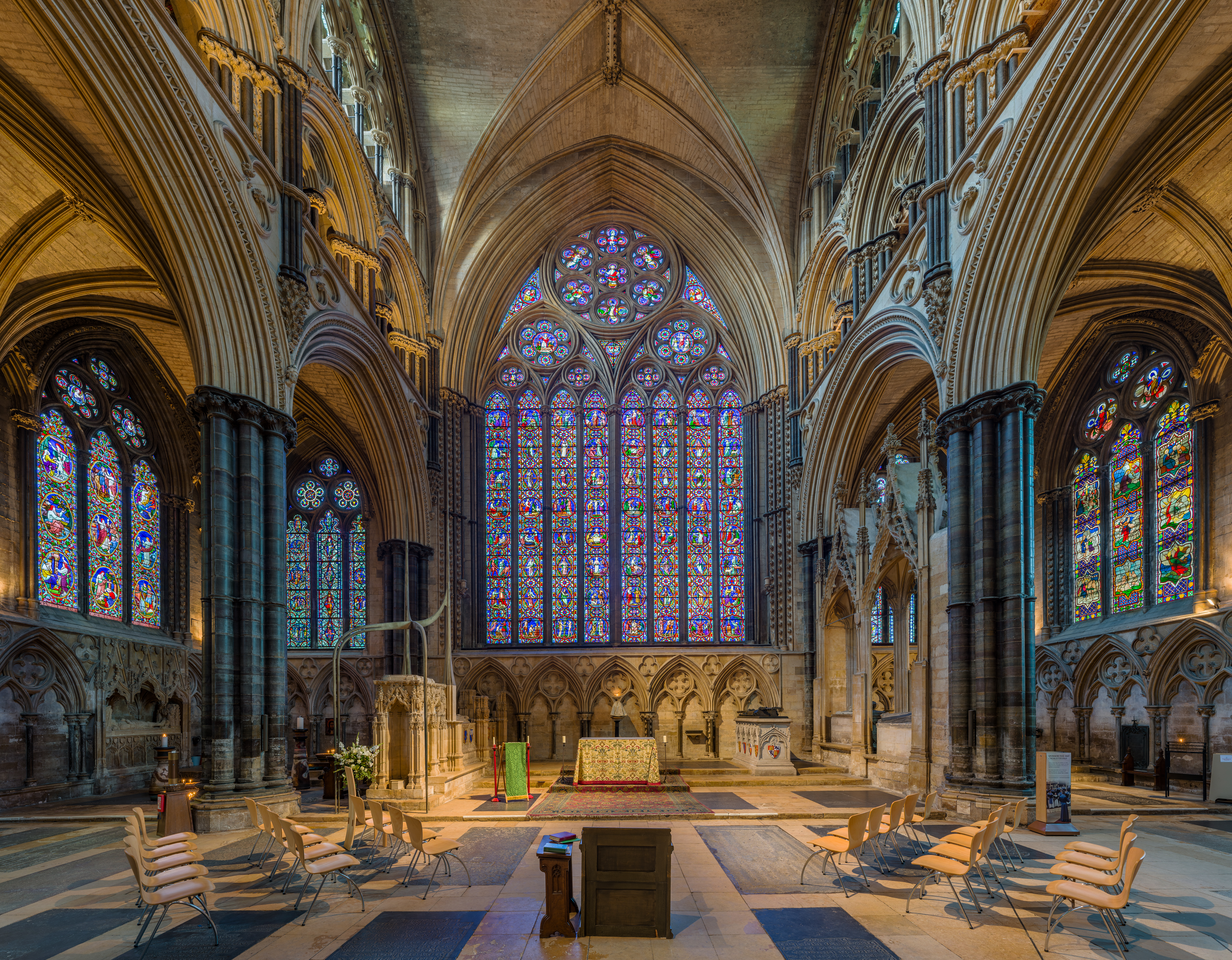
Cathédrale de Lincoln.

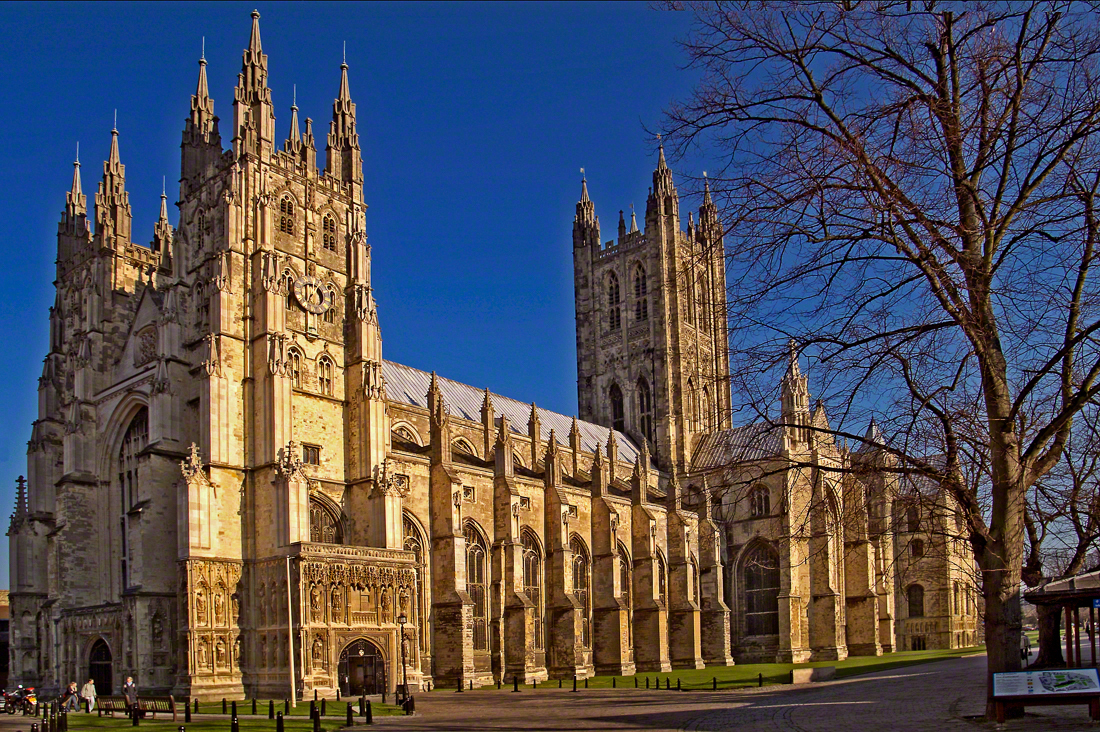
Cathédrale de Canterbury.

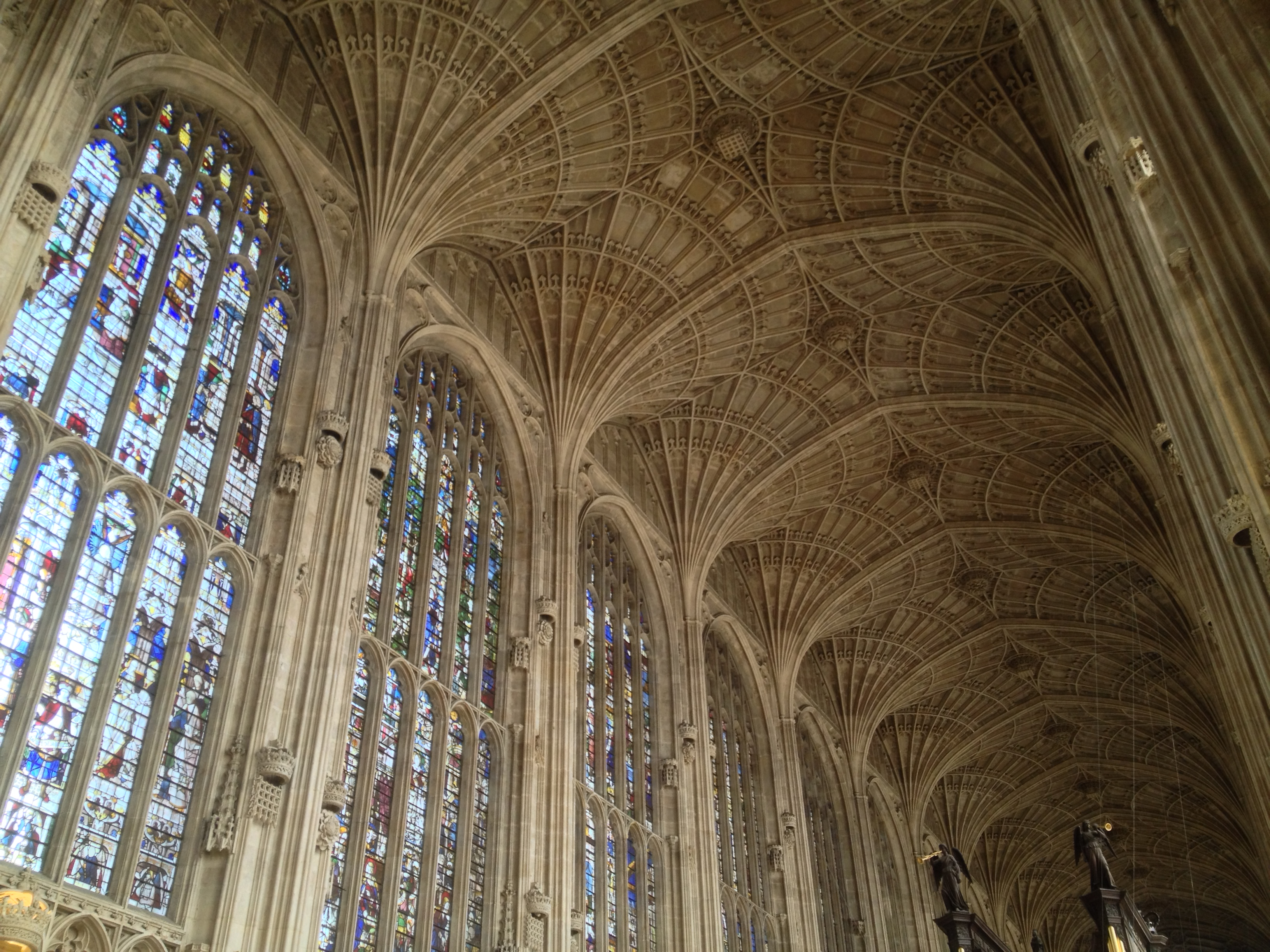
Chapelle de King's College, Cambridge.

Le gothique anglais est un style architectural qui a prospéré de la fin du XIIe siècle au milieu du XVIIe siècle,. Ce style a été principalement utilisé dans la construction de cathédrales et d'églises. Les caractéristiques déterminantes de l'architecture gothique sont les arcs brisés, les voûtes à nervures, les contreforts et l'utilisation intensive de vitraux. Ensemble, ces caractéristiques ont permis la création de bâtiments d'une hauteur et d'une grandeur sans précédent, remplis de lumière grâce à de grands vitraux. Des exemples remarquables sont l'abbaye de Westminster, la cathédrale de Canterbury et la cathédrale de Salisbury. Le style gothique a perduré en Angleterre beaucoup plus longtemps qu'en Europe continentale.

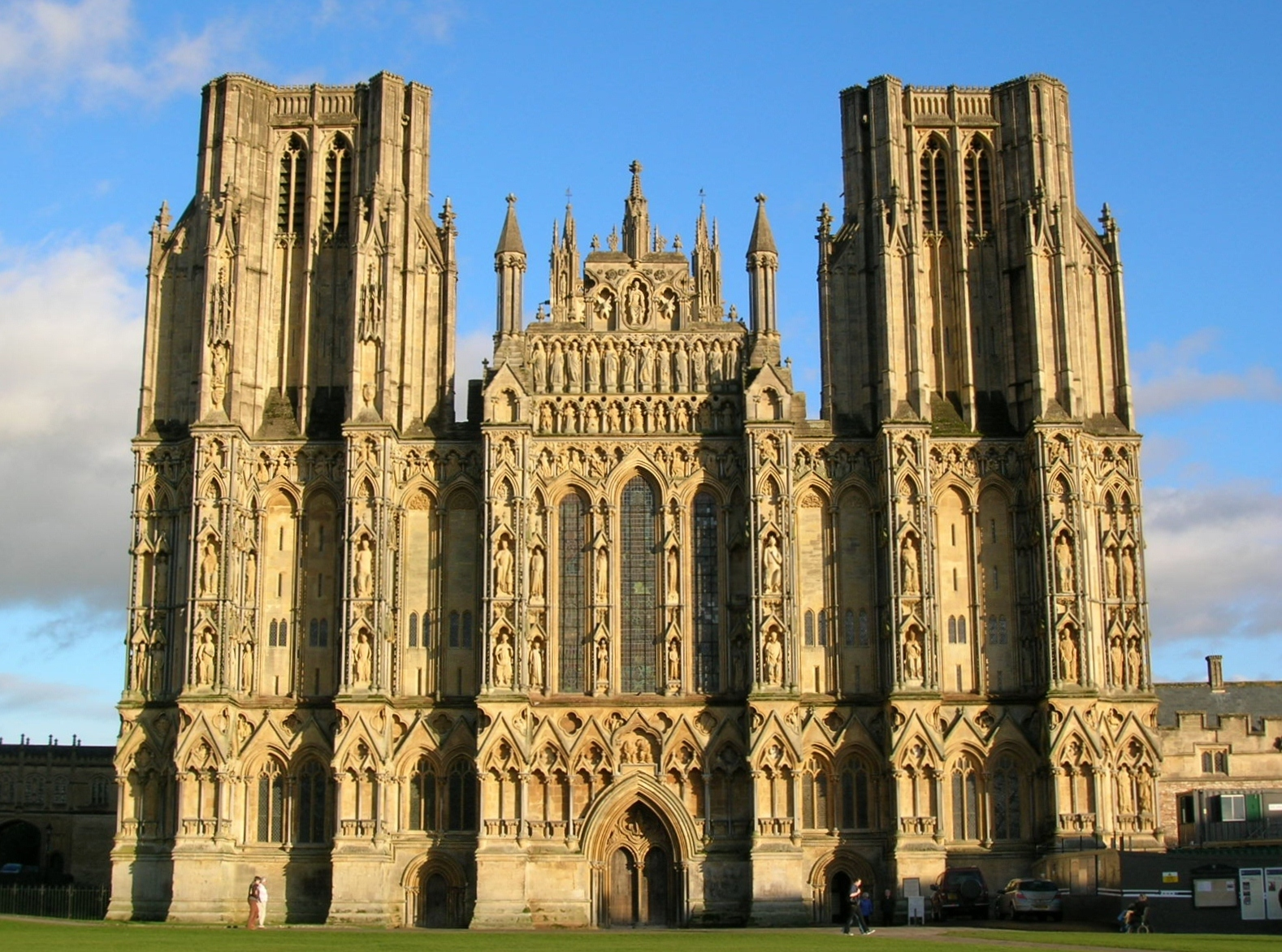
Façade de la cathédrale de Wells.

Le style gothique a été introduit de France, où les différents éléments étaient apparus pour la première fois ensemble dans un seul bâtiment dans le chœur de l'abbaye de Saint-Denis au nord de Paris, achevé en 1144. Les premières applications à grande échelle de l'architecture gothique en Angleterre ont été la cathédrale de Canterbury et l'abbaye de Westminster. De nombreuses caractéristiques de l'architecture gothique ont évolué naturellement à partir de l'architecture romane (souvent connue en Angleterre sous le nom d'architecture normande). La première cathédrale d'Angleterre à la fois planifiée et construite entièrement dans le style gothique est la cathédrale de Wells, commencée en 1175. D'autres caractéristiques ont été importées d'Île-de-France, où la première cathédrale gothique française, la cathédrale de Sens, avait été construite de 1135 à 1164. Après la destruction du chœur de la cathédrale de Canterbury par un incendie en 1174, l'architecte français Guillaume de Sens reconstruisit ce chœur dans le nouveau style gothique entre 1175 et 1180. La transition peut également être observée à la cathédrale de Durham, un édifice normand remodelé avec la première voûte d'ogives connue. Outre les cathédrales, les monastères et les églises paroissiales, le style gothique a été utilisé pour de nombreux bâtiments laïques, notamment des bâtiments universitaires, des palais, de grandes maisons, des hospices et des maisons de corporations.
L'architecture gothique anglaise est habituellement divisée en trois périodes, :
- le gothique primitif anglais (Early gothic) ;
- le gothique décoratif (Decorated Gothic) ;
- le gothique perpendiculaire (Perpendicular Gothic).

## Histoire du gothique anglais
L'histoire de l'architecture gothique remonte au XIIe siècle.
Le style gothique apparaît à l'origine en France vers 1130 et est nommé The French style. Les opinions exprimées au cours de la renaissance ont conduit à modifier son nom par le style Gothique. Sous l'effet de la consternation liée à l'abandon des lignes et proportions classiques romanes, il est dénommé « gothique » par pure dérision ; ce terme faisant allusion aux barbares Wisigoths, qui, conduits par leur chef Alaric, saccagèrent Rome en 410 et provoquèrent la chute de l'Empire romain.

## L'architecture gothique des châteaux
Les châteaux d'architecture romane normande étaient beaucoup moins protecteurs que les tours d'angle dites Square Keeps ou les châteaux concentriques qui étaient fréquents à l'époque de Guillaume le Conquérant. En raison des tactiques employées par les ennemis, ils risquaient de s'effondrer. Il n'y avait qu'un seul mur défensif. Cependant les châteaux normands étaient alors sombres, humides et froids et particulièrement exposés aux risques d'une guerre de siège.

## Caractéristiques du style gothique
- Arcs brisés.
- Très hautes tours, flèches et toits.
- Colonnes groupées : groupe de couches minces regroupées elles-mêmes en colonne.
- Ogives : plafonds voûtés en pierre. Dans le style gothique, on utilise des nervures de pierre.
- Grandes constructions avec grandes baies vitrées.
- Vitrail : verres richement colorés dans les fenêtres, souvent avec des représentations qui délivrent un récit.
- Contreforts : murs de pierre étroits, en saillie.
- Arcs-boutants : contreforts qui aident à tenir la voûte. Ils sont fabriqués avec un arc qui passe par-dessus une partie inférieure du bâtiment pour atteindre le mur extérieur.
- Statues de Saints, Prophètes et Rois autour des portes.
- Beaucoup de sculptures, parfois des animaux et des créatures légendaires comme des gargouilles.

## Exemples d'architecture gothique anglaise

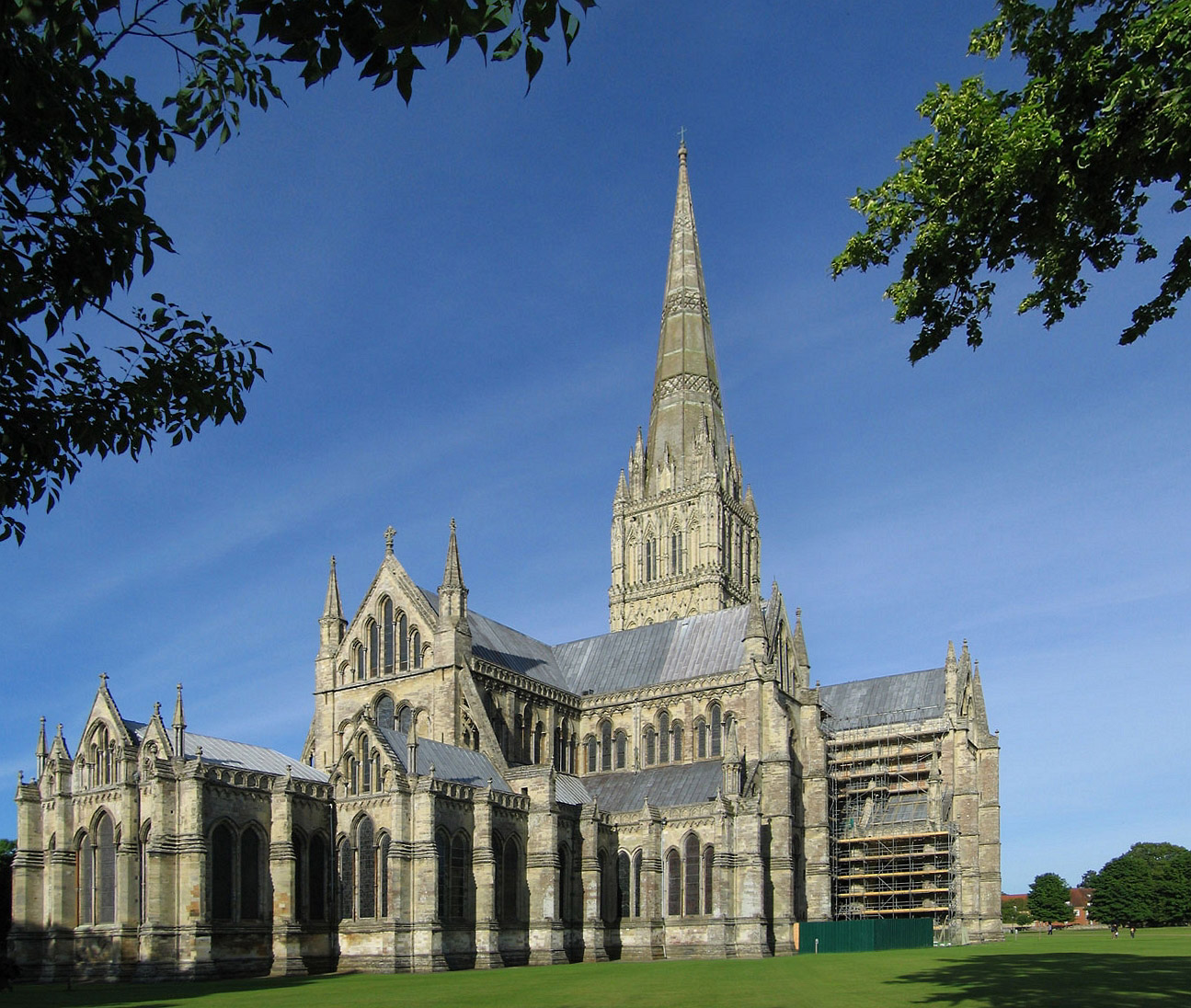
Cathédrale de Salisbury.

Un des exemples de l'architecture gothique en Angleterre est la cathédrale de Salisbury dont le style dominant appartient au gothique primitif.
Dans la cathédrale de la Sainte-et-Indivisible-Trinité d’Ely, le porche de Galilée, la nef et le transept de la cathédrale Saint-André de Wells sont un exemple qui mêle gothique primitif, gothique décoratif et gothique perpendiculaire. Une des particularités majeures de cet édifice est l'utilisation des « arcs renversés » ou « arcs en ciseaux » au niveau de la croisée du transept.
Parmi les exemples du gothique perpendiculaire, on peut citer la King's College Chapel de Cambridge (1446-1515), et l'abbaye de Bath (1501-1539).
Les nefs de la cathédrale de Canterbury et de la cathédrale de Winchester ont également été reconstruites dans le style perpendiculaire, ainsi que la cathédrale de Gloucester.

## Les différents styles

### Le proto-gothique normand (1066-1200)
Ce « proto-gothique » est en réalité le prolongement du style roman normand.
Les cathédrales de Durham et Ely (notamment la tour ouest datant de 1150-75), sont des exemples caractéristiques de ce type d'architecture, immédiatement identifiable à ses piliers très massifs et aux ouvertures en plein cintre de l'ancien style roman. Les voûtes et les décorations sont simples. Cette architecture a grandement influencé l'art gothique en Angleterre, où la présence d'une tour centrale est restée très courante.

Proto-gothique (style roman normand)
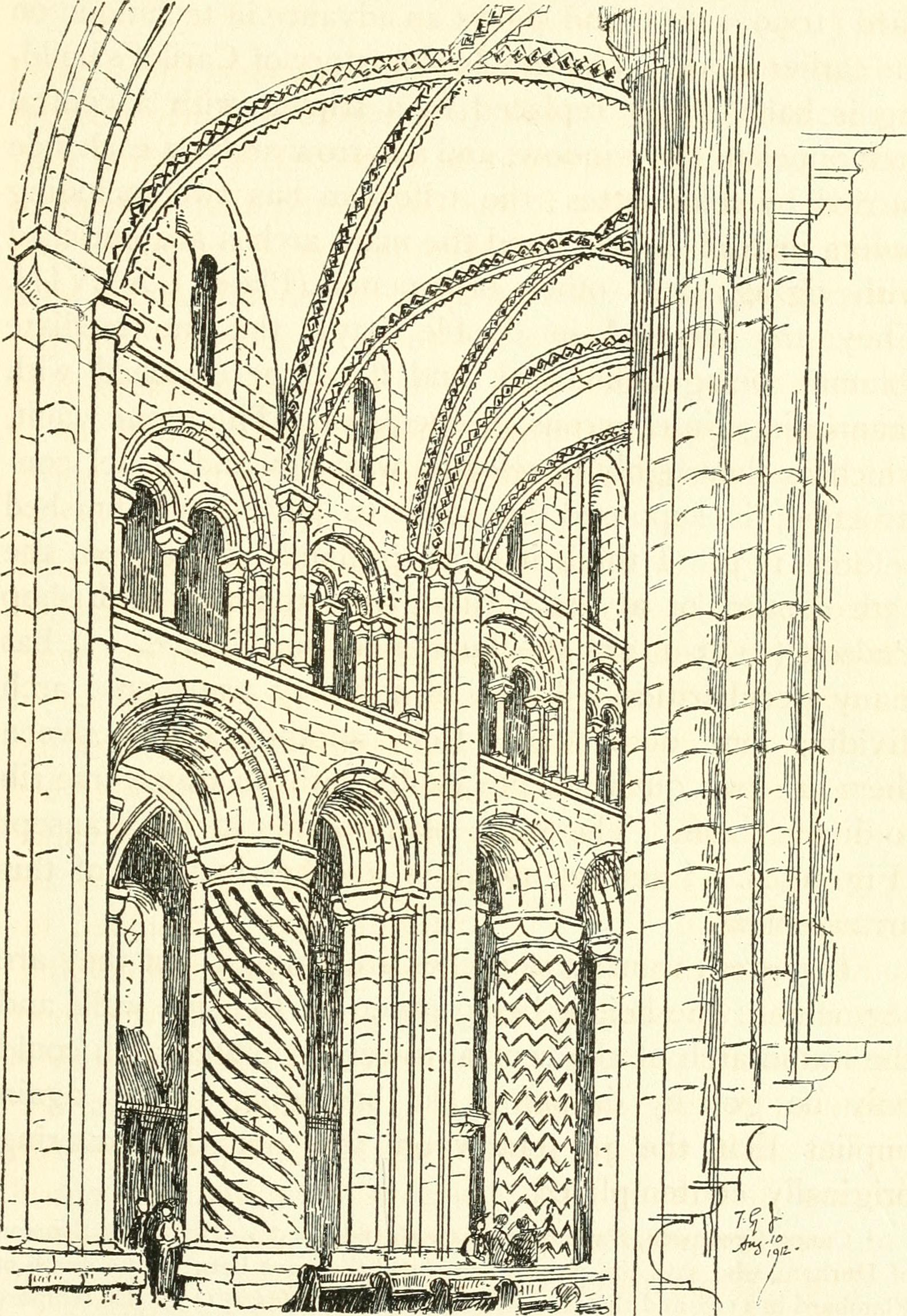
Nef de la cathédrale de Durham.
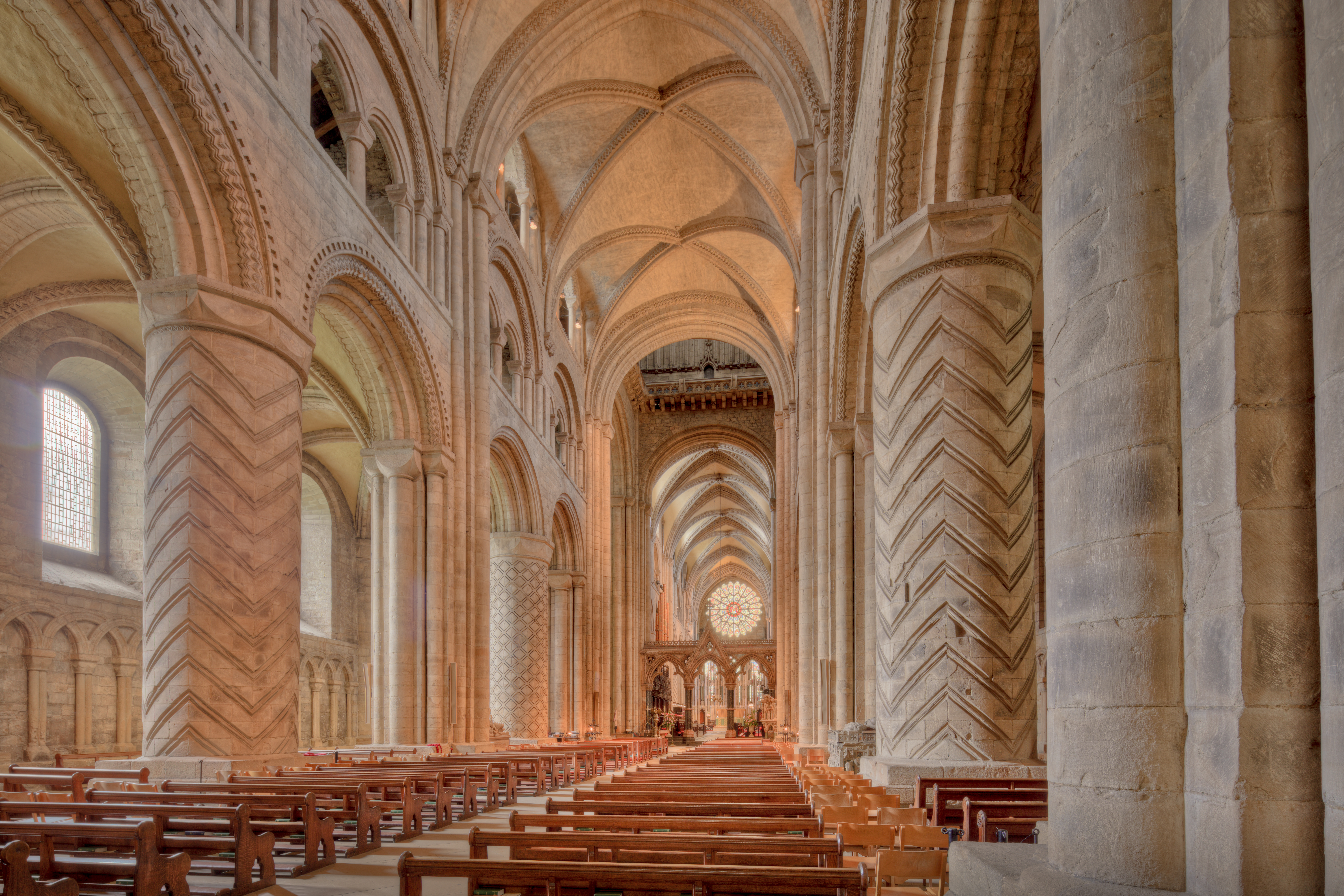
Nef romane (1093-1104) de la cathédrale de Durham.
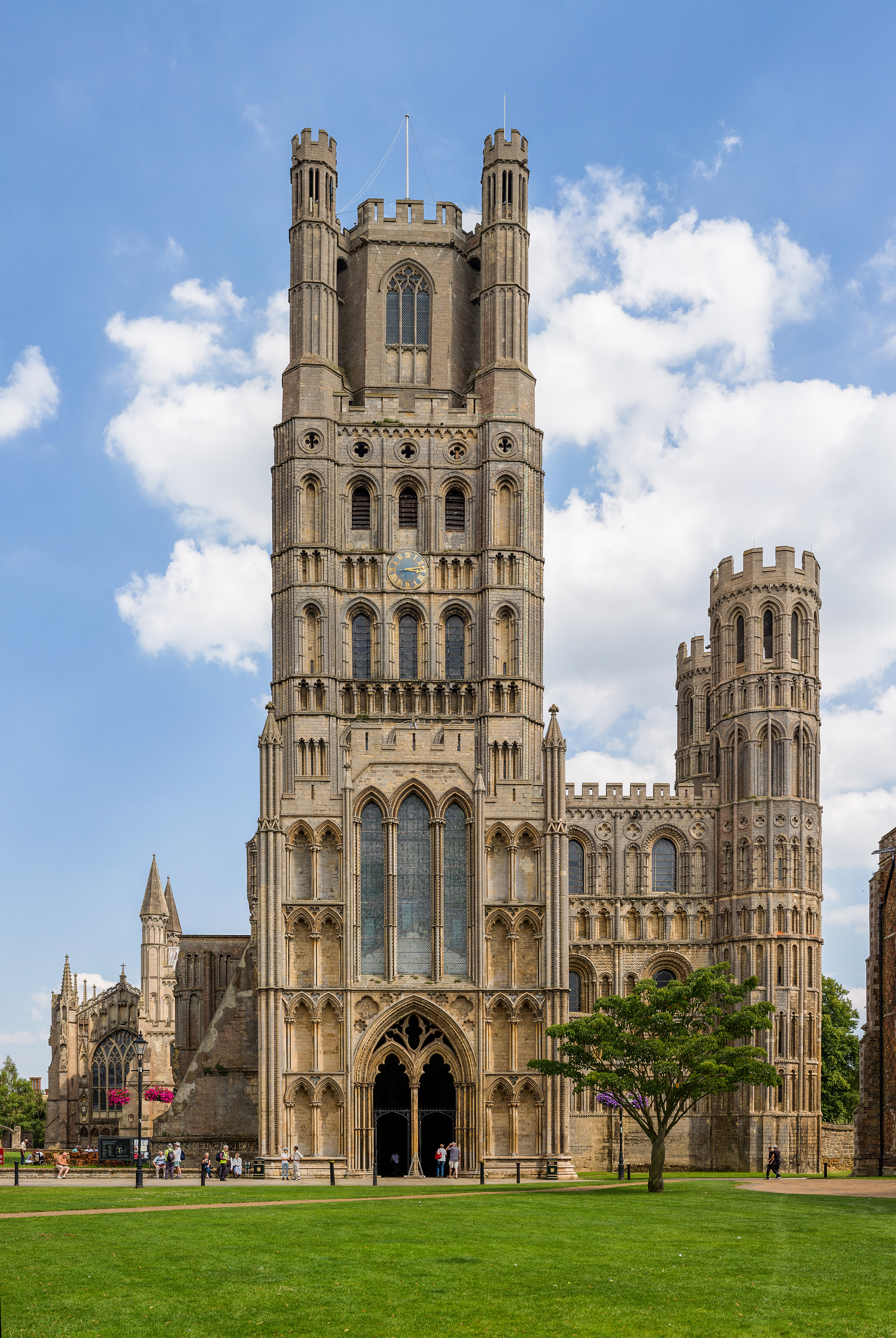
Tours (1150-1175) de la cathédrale d'Ely.

### Le gothique primitif (environ 1200-1300)
Le gothique primitif anglais, qui prédomine de la fin du XIIe siècle jusqu'au milieu ou la fin du XIIIe siècle,, succède à l'architecture normande, qui a introduit les premières grandes cathédrales, construites en pierre au lieu de bois, et a vu la construction d'abbayes remarquables dans toute l'Angleterre. Les Normands ont introduit les trois ordres classiques de l'architecture et ont créé des murs massifs pour leurs bâtiments, avec de minces contreforts en forme de pilastres. La transition du normand au gothique a duré d'environ 1145 à 1190. Sous les règnes du roi Étienne et de Richard Ier, le style est passé du style normand assez massif et sévère au gothique plus délicat et raffiné.
Ce style Early English Gothic fut largement influencé par ce que l'on appelait en anglais le french style, importé de Caen par des architectes normands de France, qui importèrent également la pierre taillée de Normandie pour leur construction. Il fut également influencé par l'architecture de l'Ile-de-France, où fut construite la cathédrale de Sens, première cathédrale gothique de France. Le chœur de la cathédrale de Canterbury, l'une des premières structures early english en Angleterre, fut précisément reconstruit dans le nouveau style par l'architecte français Guillaume de Sens.
Le style anglais primitif se caractérisait par des murs solides avec des toits voûtés en pierre, pour résister au feu. Le poids de ces voûtes était porté vers le bas et vers l'extérieur par des nervures en arc. Cette caractéristique, la voûte à nervures primitives, a été mise en œuvre pour la première fois en Europe à la cathédrale de Durham.
Une autre innovation importante introduite à cette époque est le contrefort, colonne de pierre extérieure à la structure, qui s'opposait au poids et aux forces qui poussaient les murs vers l'extérieur et vers le bas depuis les voûtes. Une évolution a été l'arc-boutant , qui supportait la poussée du mur de la nef au-dessus de la couverture des bas-côtés. Les contreforts étaient soutenus par de lourds pinacles de pierre, comme on peut le voir pour la salle capitulaire de la cathédrale de Lichfield.
L'architecture Early English se caractérise aussi par des fenêtres en lancette, hautes et étroites, surmontées d'un arc brisé. Elles étaient regroupées côte à côte sous un arc unique et décorées de meneaux à motifs de remplage, tels que des cuspides ou des pointes de lance. Les fenêtres en lancette étaient combinées de la même manière avec les arcs brisés et les nervures des voûtes au-dessus, donnant à l'ensemble un aspect harmonieux et unifié.

Early English Gothic
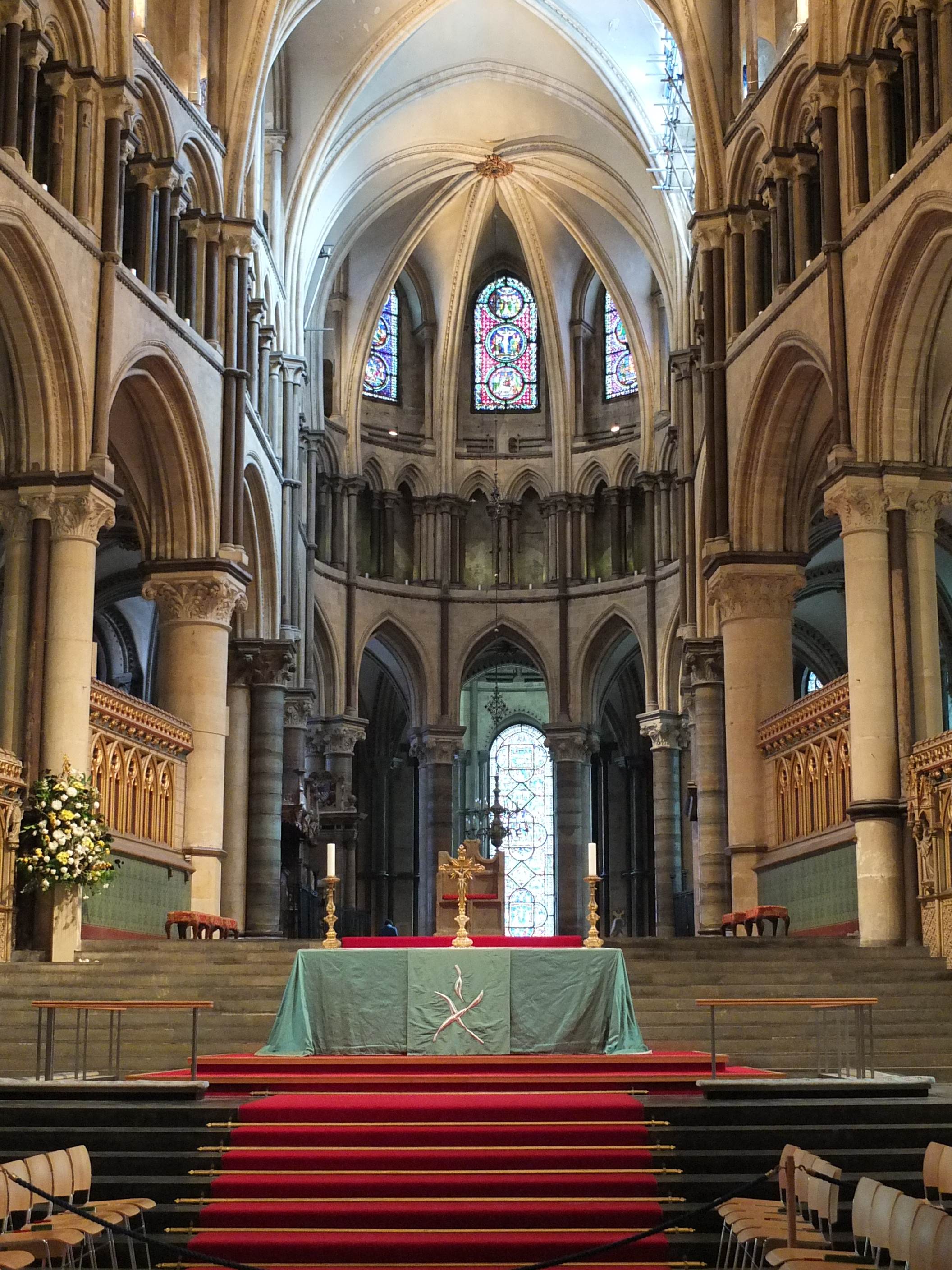
Chœur de la cathédrale de Canterbury reconstruit par Guillaume de Sens et Guillaume l'Anglais (1174-1184).
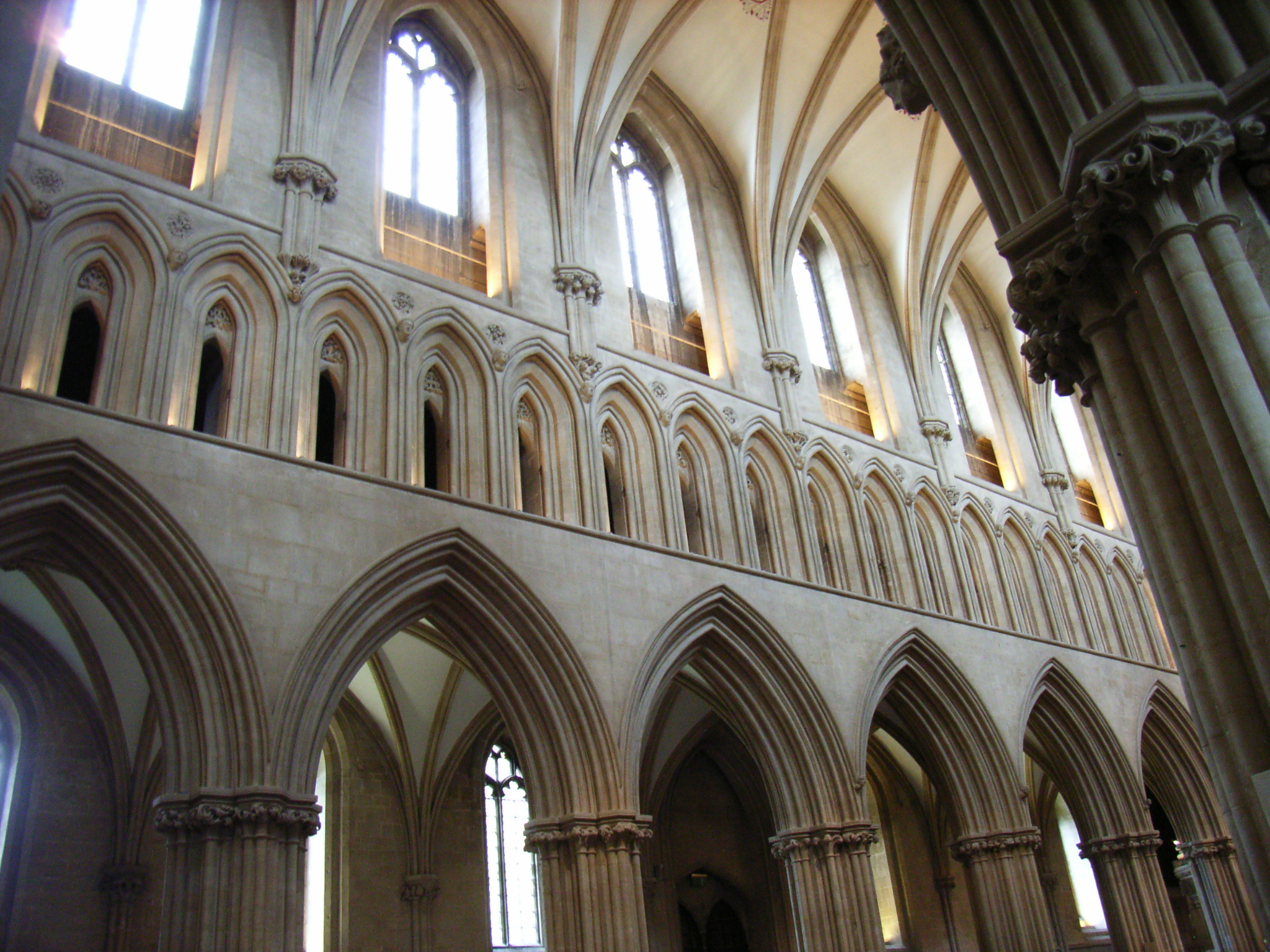
Les trois niveaux de la nef (1192-1230) de la cathédrale de Wells, la première en Angleterre à utiliser exclusivement des arcs brisés dans les voûtes du plafond, les fenêtres du clair-étage et les arcades du triforium, ainsi que les arcades du rez-de-chaussée.
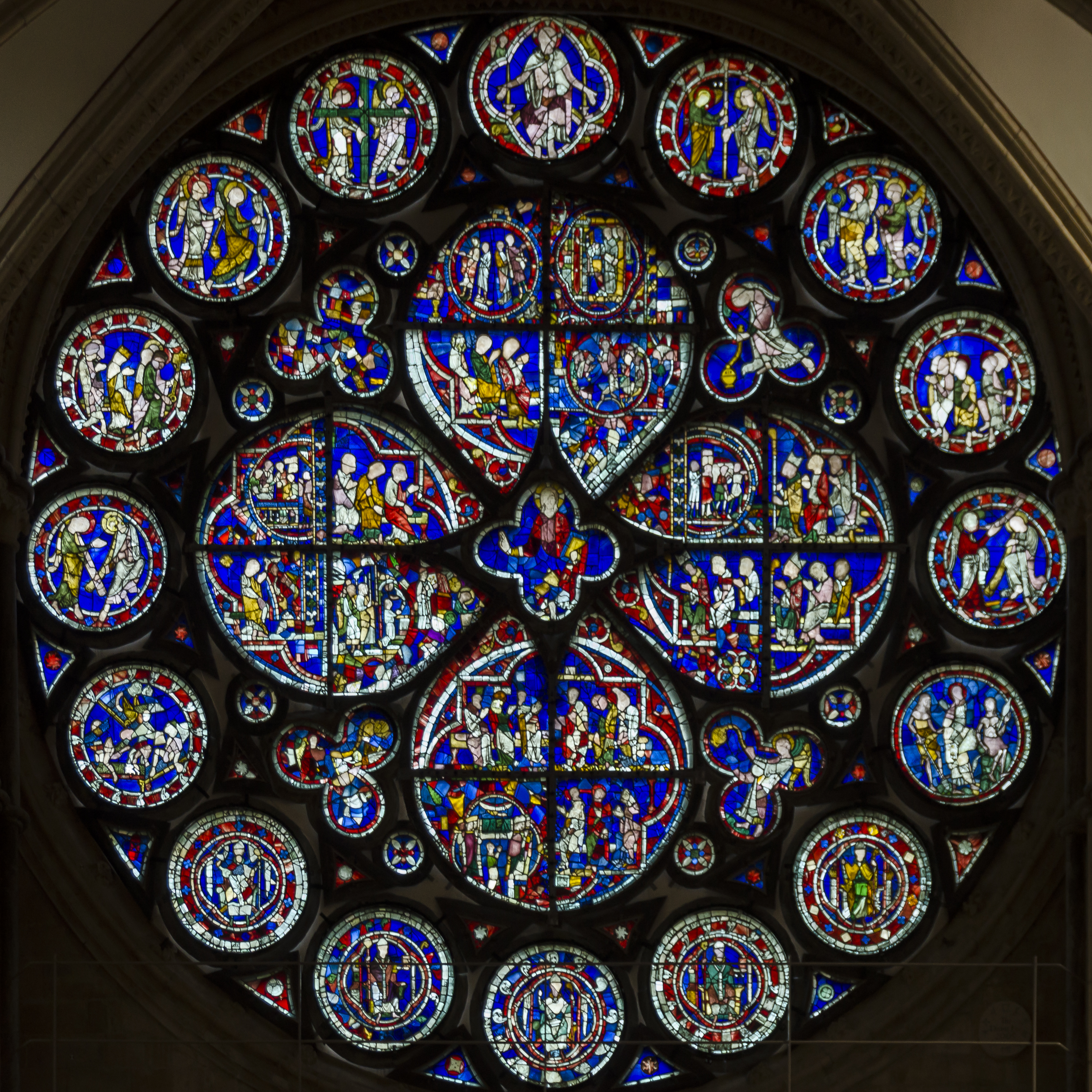
L'Œil du doyen, rare rosace anglaise. Cathédrale de Lincoln (1220-1235).
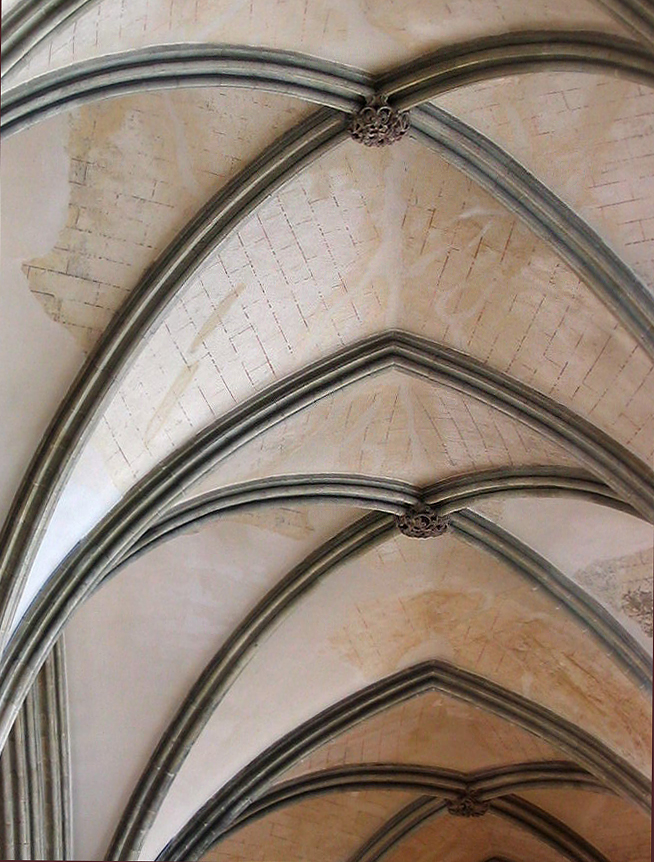
Voûtes d'ogives anciennes à quatre nervures de la cathédrale de Salisbury, avec un simple bossage en pierre sculpté au point de rencontre des nervures (1220-1258).
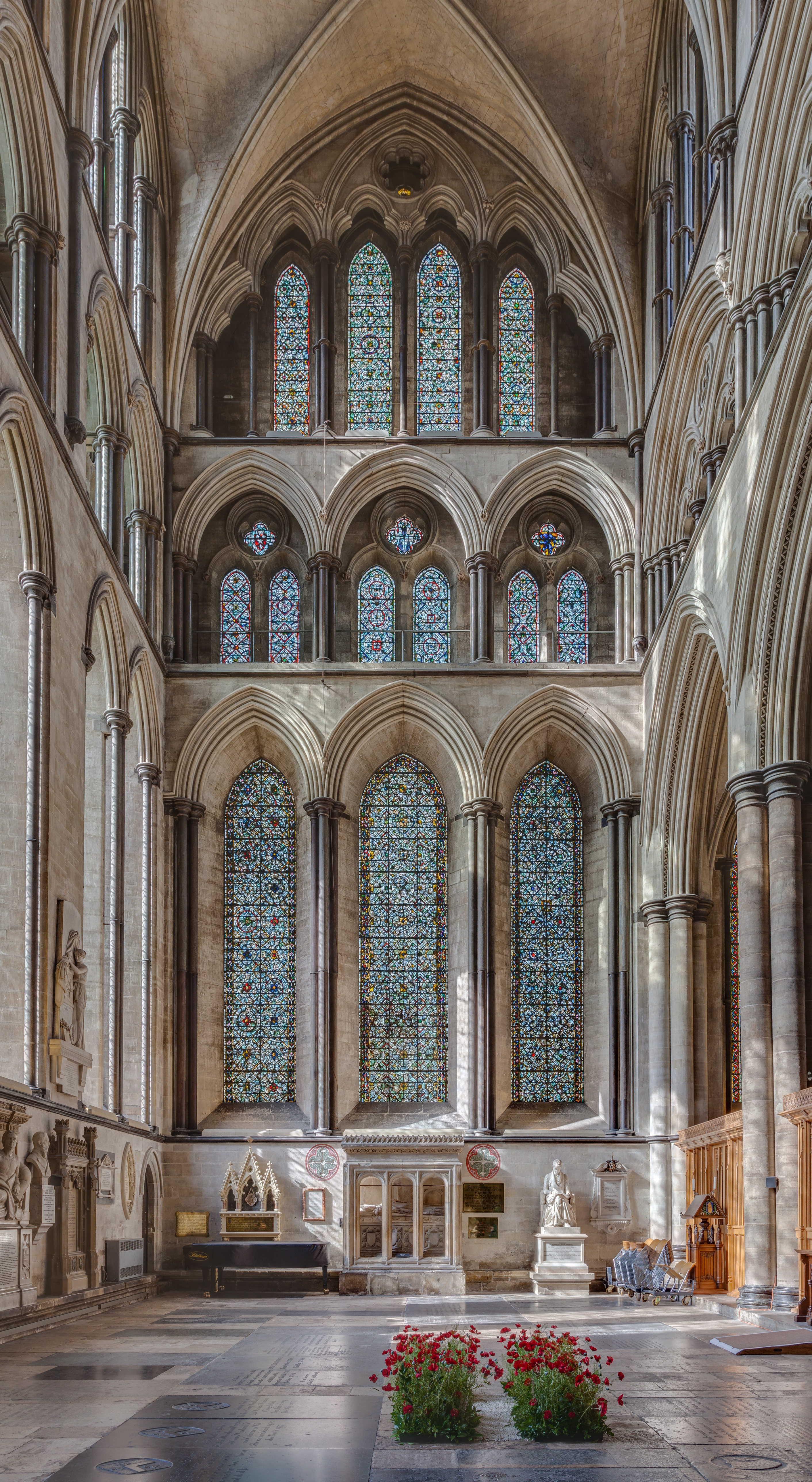
Fenêtres en lancette dans le transept nord de la cathédrale de Salisbury (1220-1258).

### Le gothique décoré (1300-1400)
Le deuxième style de l'architecture gothique anglaise est généralement appelé gothique décoré (Decorated Gothic), car la quantité d'ornements et de décorations a augmenté de façon spectaculaire. Il correspondait plus ou moins à la période rayonnante en France, qui l'a influencé. C'était une période de prospérité croissante en Angleterre, et cela s'exprimait dans la décoration des bâtiments gothiques. Presque tous les éléments des intérieurs et des façades étaient décorés.
Les historiens subdivisent parfois ce style en deux périodes, en fonction des motifs prédominants des dessins.
La première, le style géométrique (Geometric Decorated), a duré d'environ 1245 ou 1250 à 1315 ou 1360, où l'ornementation tendait à être basée sur des lignes droites, des cubes et des cercles.

Geometric Decorated
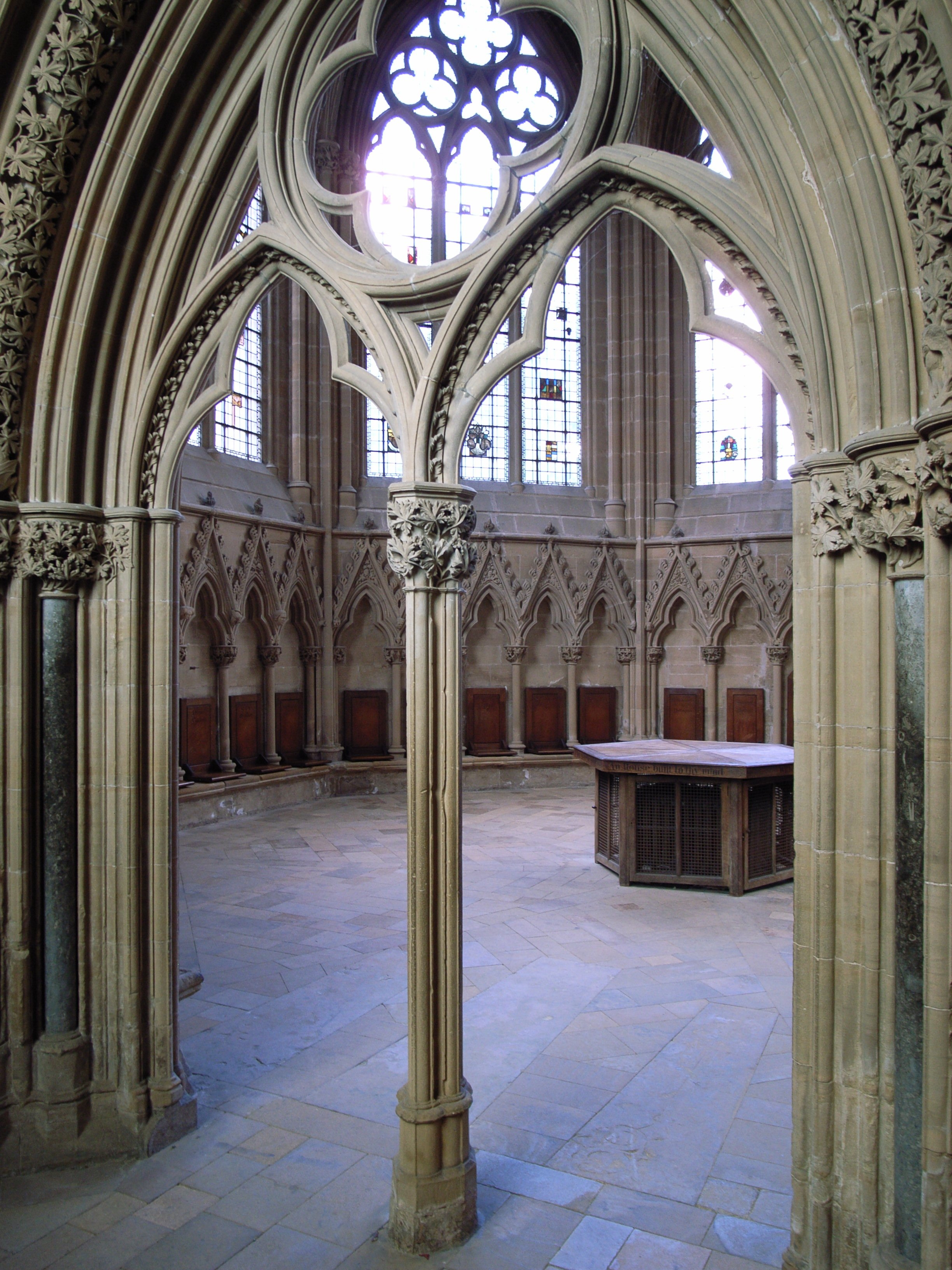
Abbaye de Southwell, Nottinghamshire, chapter house.
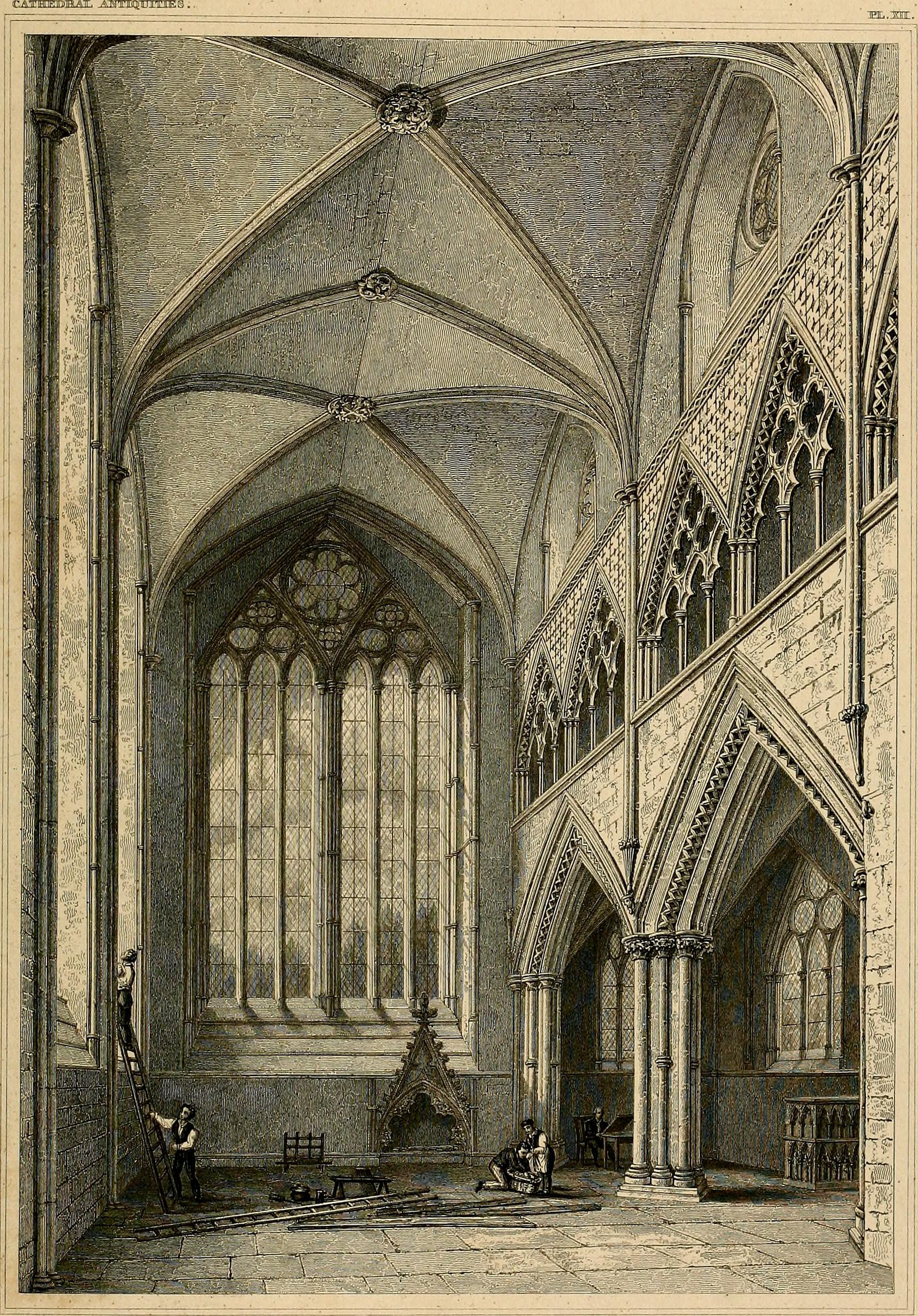
Cathédrale de Hereford, transept nord.
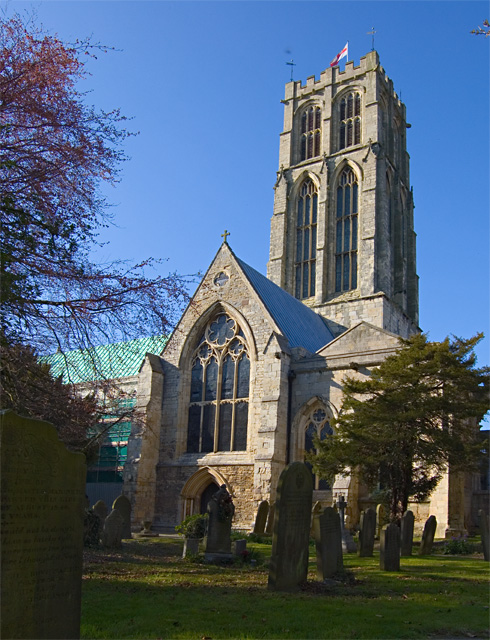
Abbaye de Howden, transept sud.
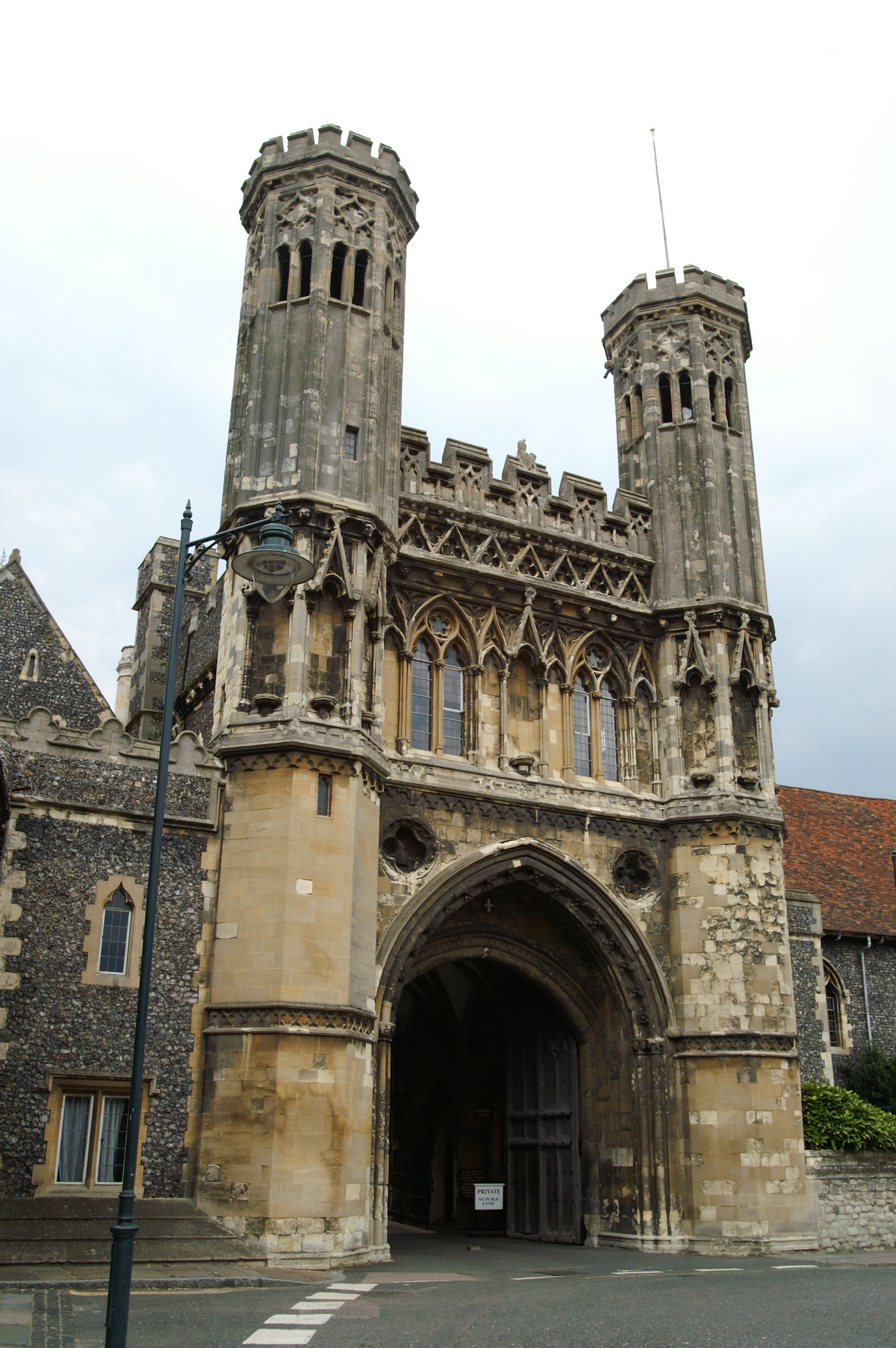
Abbaye de St Augustine, Kent, entrée.

La seconde période est le style curvilinéaire (Curvilinear Decorated) d'environ 1290 ou 1315 à 1350 ou 1360, qui faisait usage de lignes gracieusement courbées.

Curvilinear Decorated
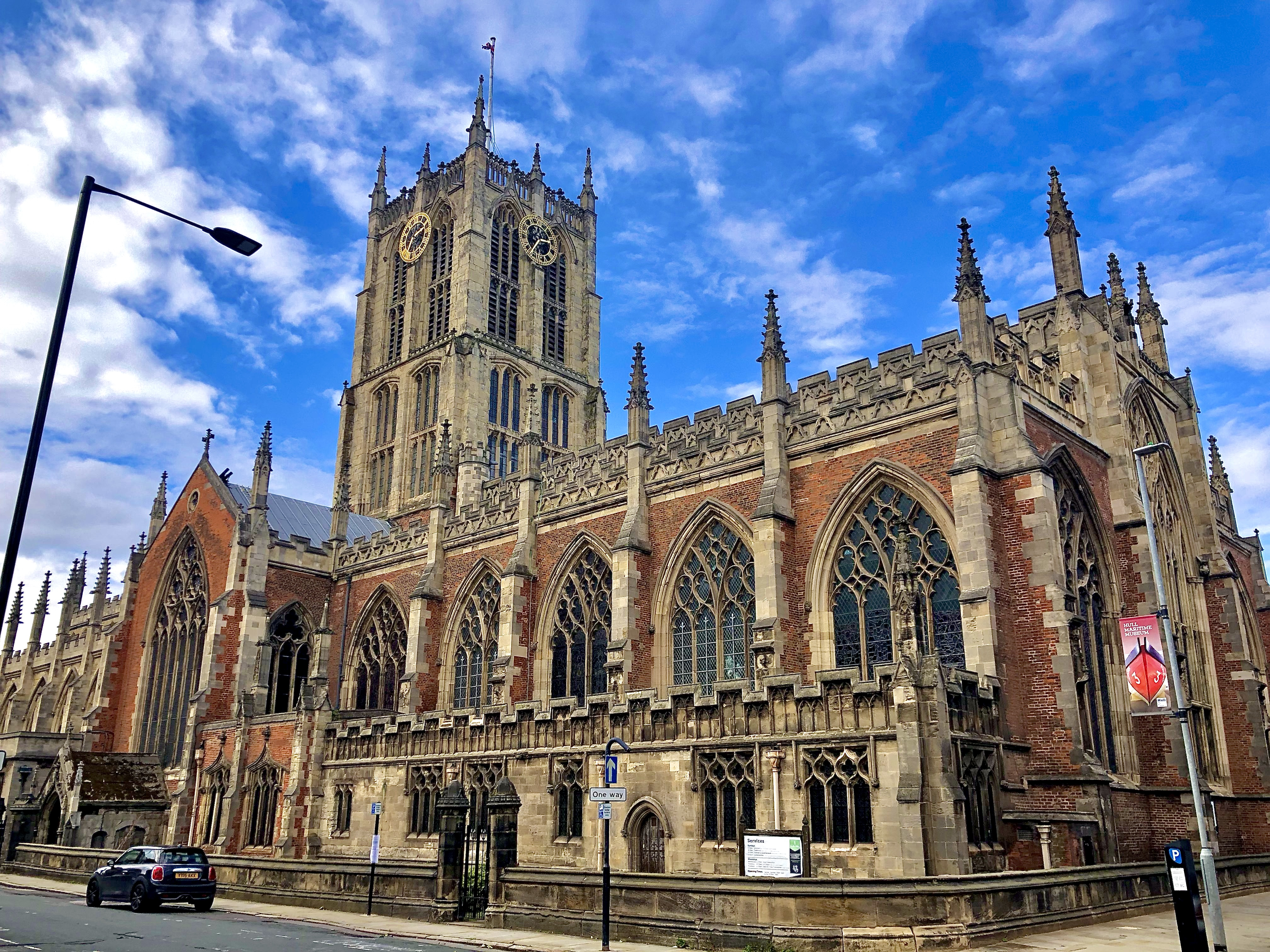
Chœur de la cathédrale de Hull.
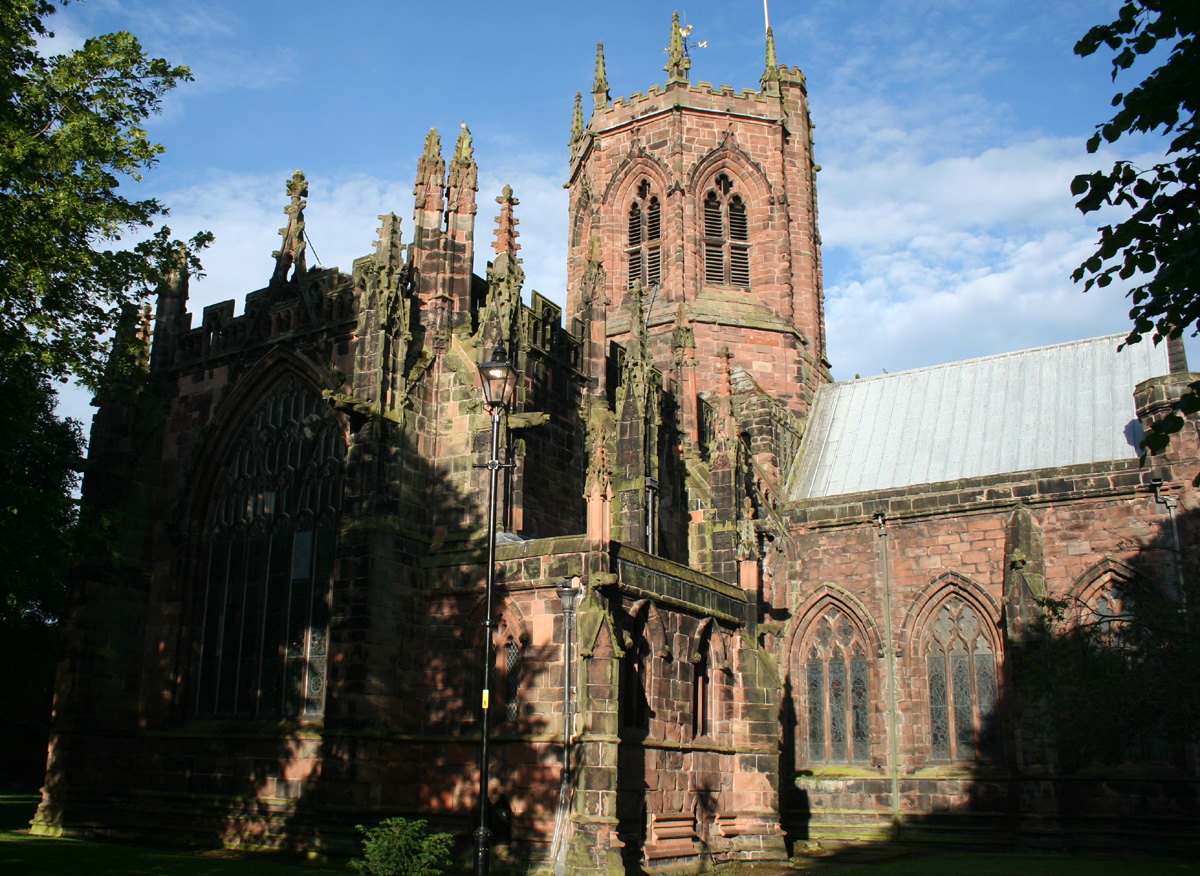
Église Sainte-Marie, Nantwich, extrémité est.
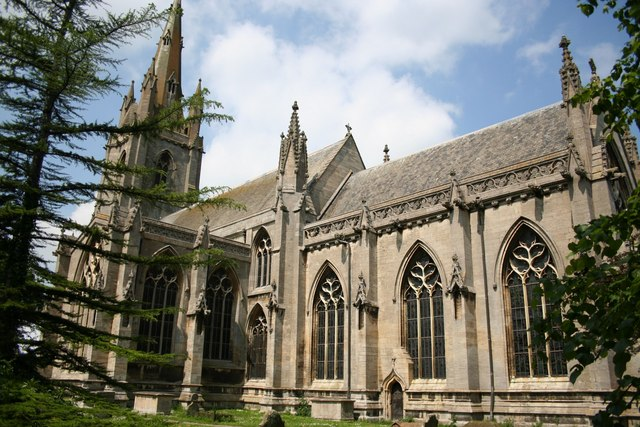
Église Saint-André, Heckington, nef.
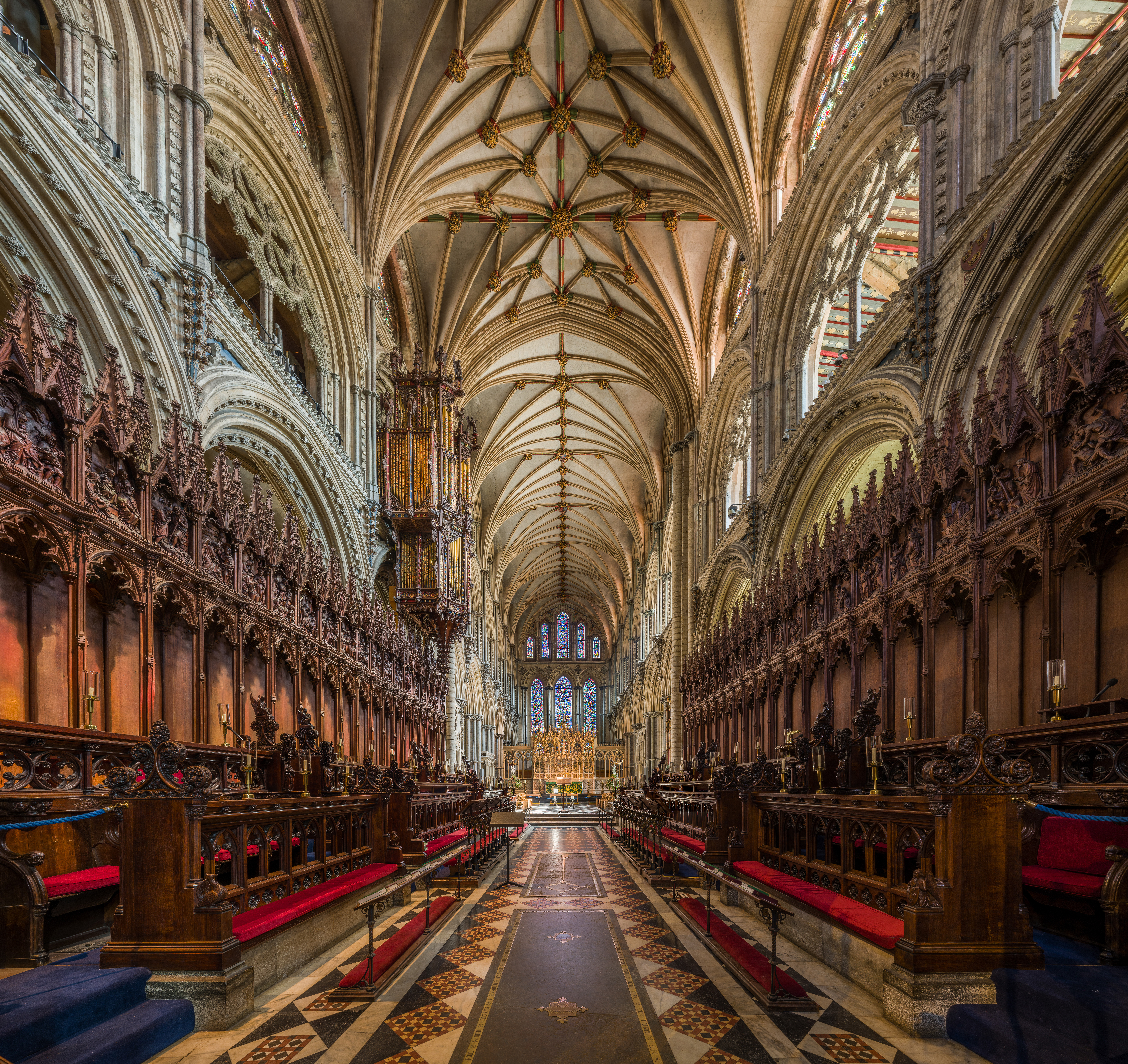
Chœur de la cathédrale d'Ely.
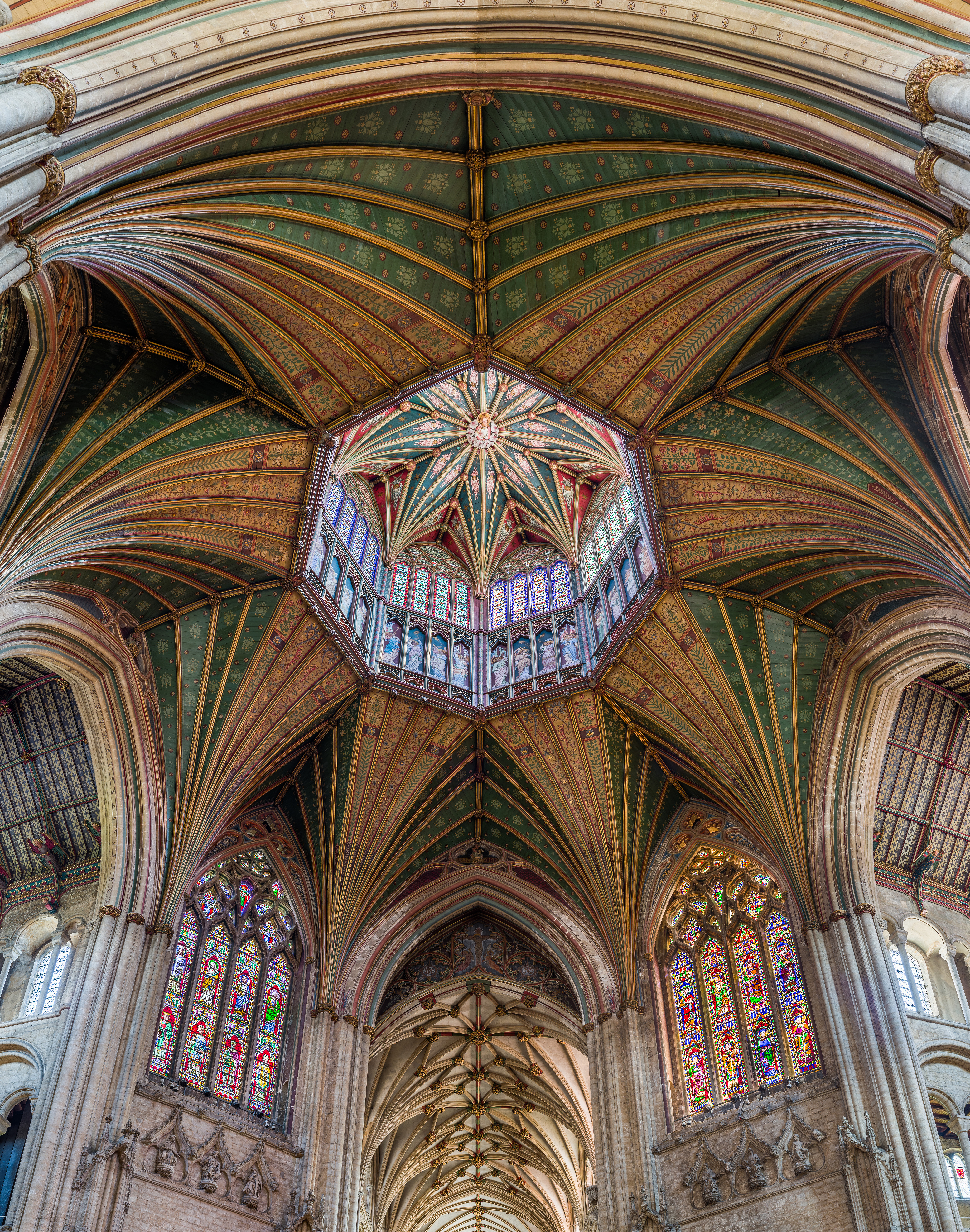
Croisée et lanterne de la cathédrale d'Ely.
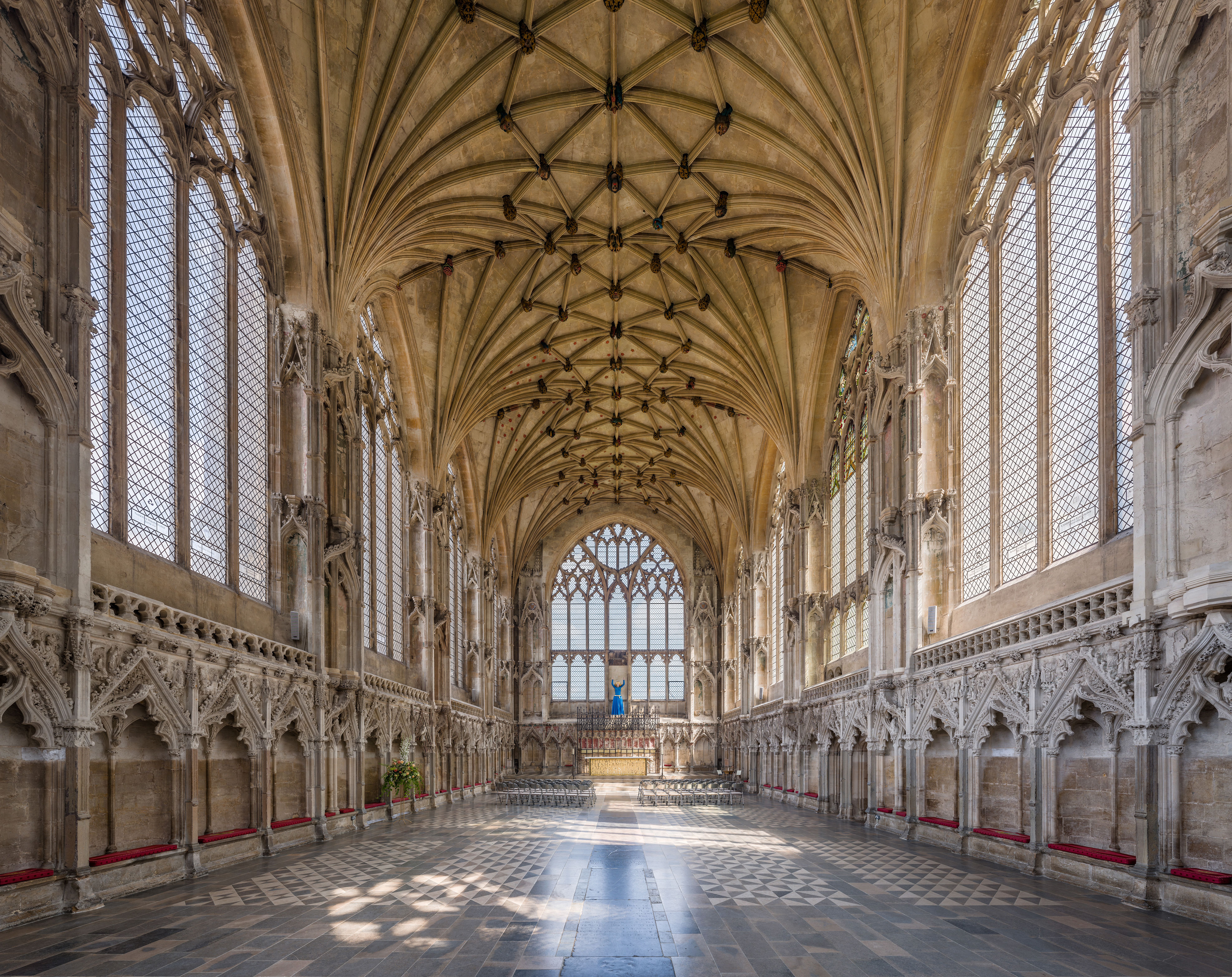
Chapelle de la Vierge de la Cathédrale d'Ely (1321–1351).

Ce style est entre autres défini par la présence de décorations aux fenêtres.
On constate des améliorations techniques sur les murs et les voûtes. On a multiplié l'usage des pierres sculptées décoratives et les fenêtres en vitrail sont plus colorées et plus larges que les fenêtres en ogive.
Un des exemples de ce style décoratif est la cathédrale d'Exeter. Le gothique curvilinéaire commence vers 1250 et va durer environ un siècle. Il se caractérise par des baies gothiques très travaillées. Elles comprennent des meneaux qui séparent les différentes parties de la fenêtre. À l'intérieur du bâtiment, les colonnes sont plus fines et plus légères. Le style gothique décoratif se caractérise par de larges arcs en tiers-point (surhaussés d'un vitrail), ressemblant à un fer de lance et décorés d'entrelacs et d'ornements.
Les fenêtres en rosace gothiques sont associées aux grandes églises et aux cathédrales gothiques, cependant quelques petites rosaces étaient déjà présentes aux XIXe et XXe siècles dans les chapelles des châteaux gothiques. Les fenêtres en rosace étaient le résultat du développement du vitrail.

### Le gothique perpendiculaire (1400-1500)

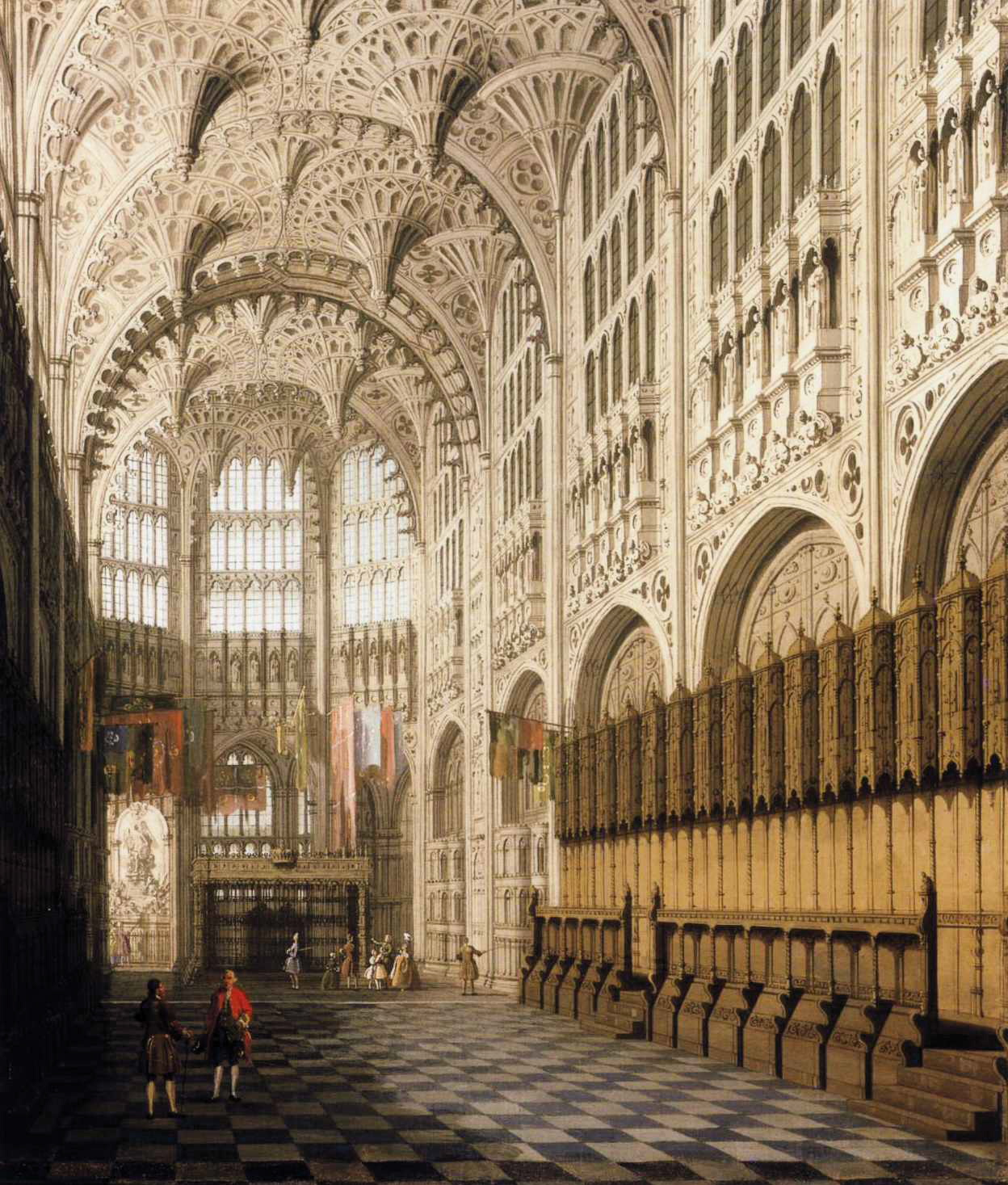
La chapelle Henri VII de l'abbaye de Westminster (1503–), vue par Canaletto en 1750.

Le gothique perpendiculaire (parfois appelé rectiligne) est le troisième et dernier style de l'architecture gothique médiévale en Angleterre. Il se caractérise par une emphase sur les lignes verticales,. Le style perpendiculaire a commencé à émerger vers 1330. Le premier exemple est la salle capitulaire (disparue) de l'ancienne cathédrale Saint-Paul de Londres, construite par l'architecte royal William de Ramsey en 1332. Le style primitif a également été pratiqué par un autre architecte royal, John Sponlee, et pleinement développé dans les œuvres de Henry Yevele et William Wynford.
Les murs sont beaucoup plus hauts qu'aux époques précédentes et les vitraux de très grandes dimensions, de sorte que l'espace autour d'eux se réduisit à de simples piliers. Des traverses horizontales durent parfois être introduites pour renforcer les meneaux verticaux.
De nombreuses églises furent construites avec de magnifiques tours, notamment la cathédrale d'York, la cathédrale de Gloucester, la cathédrale de Worcester, l'église Saint-Botolph de Boston, l'église Saint-Giles de Wrexham et l'église Sainte-Marie-Madeleine de Taunton. Un autre exemple remarquable de style perpendiculaire est la chapelle du King's College de Cambridge.
Les intérieurs des églises perpendiculaires étaient remplis de boiseries ornementales somptueuses, notamment des miséricordes (stalles de chœur avec sièges relevables), sous lesquelles se trouvaient des sculptures grotesques - des « têtes de pavot » stylisées, des figures sculptées dans le feuillage aux extrémités des bancs - et une décoration polychrome élaborée, généralement à motifs floraux, sur des panneaux ou des corniches appelées brattishing. Les lignes sinueuses du tracé du style décoré étaient remplacées par des formes plus géométriques et des lignes perpendiculaires.
Le style a également été influencé par l'épisode tragique la Peste noire, qui a tué environ une grande partie de la population anglaise, entre juin 1348 et décembre 1349 et à nouveau en 1361-1362. Cela a eu un effet sur les arts et la culture, qui ont pris une direction plus sobre.
Le gothique perpendiculaire fut la plus longue des périodes gothiques anglaises : il perdura un siècle après que le style gothique eut presque disparu de France et du reste du continent européen, cédant la place au style Renaissance. Peu à peu, vers la fin de la période, d'autres formes commencèrent à apparaître dans le gothique anglais. Un jubé, ornement de la Renaissance, fut installé dans la chapelle de King's College Chapel à Cambridge. Au cours de la période élisabéthaine (1558-1603), les cinq ordres de l'architecture classique furent progressivement introduits. Des ornements sculptés aux motifs de la Renaissance italienne commencèrent à être utilisés dans la décoration, notamment sur la tombe d'Henri VII dans l'abbaye de Westminster. L'arc brisé céda progressivement la place à l'arc en plein cintre romain, la brique commença à remplacer la maçonnerie, la construction du toit fut dissimulée et le gothique céda finalement la place à une imitation des styles de l'Antiquité.

Perpendicular Gothic
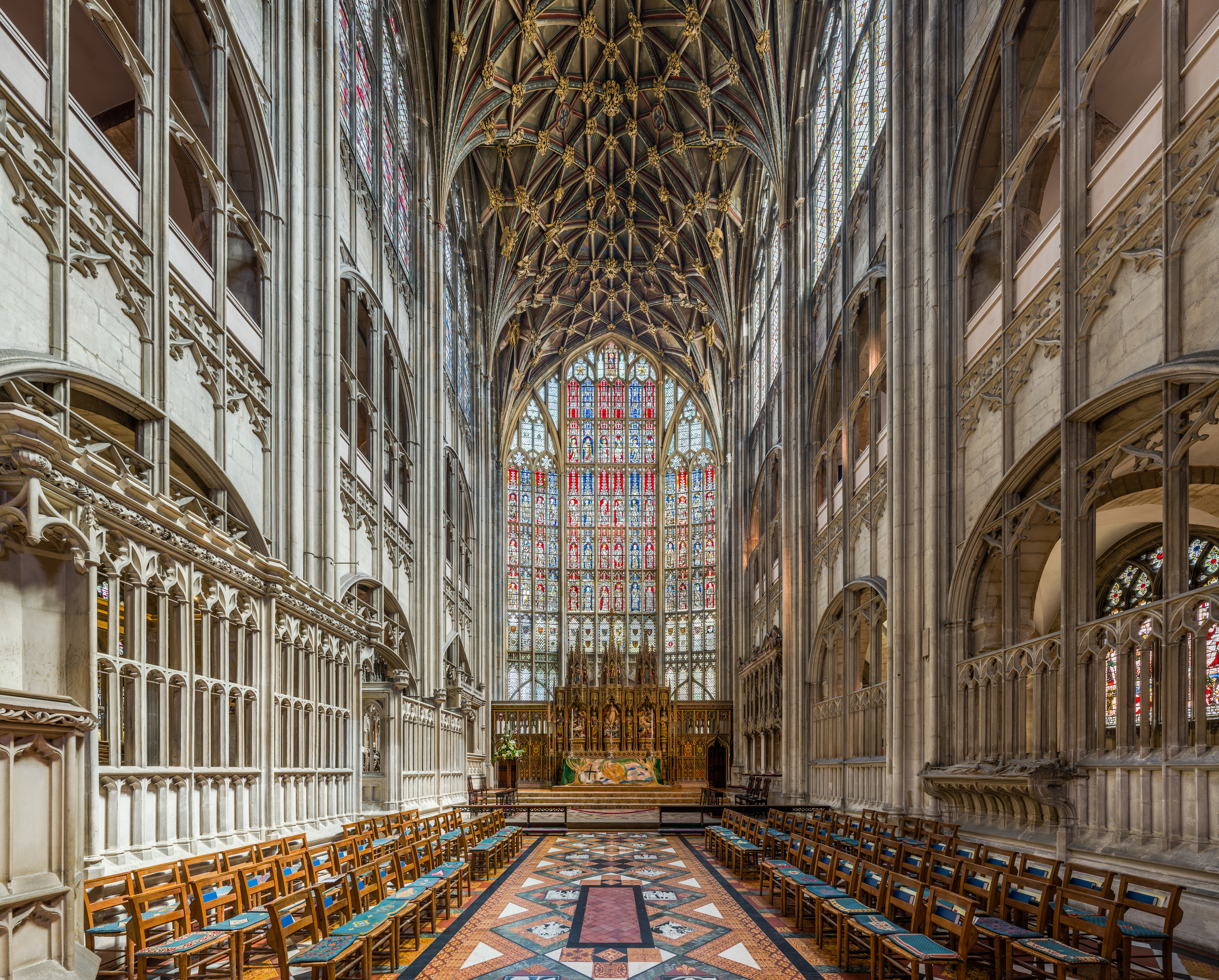
Le chœur de la cathédrale de Gloucester donne l'impression d'une « cage » de pierre et de verre. Les remplages des fenêtres et la décoration murale forment des grilles intégrées.
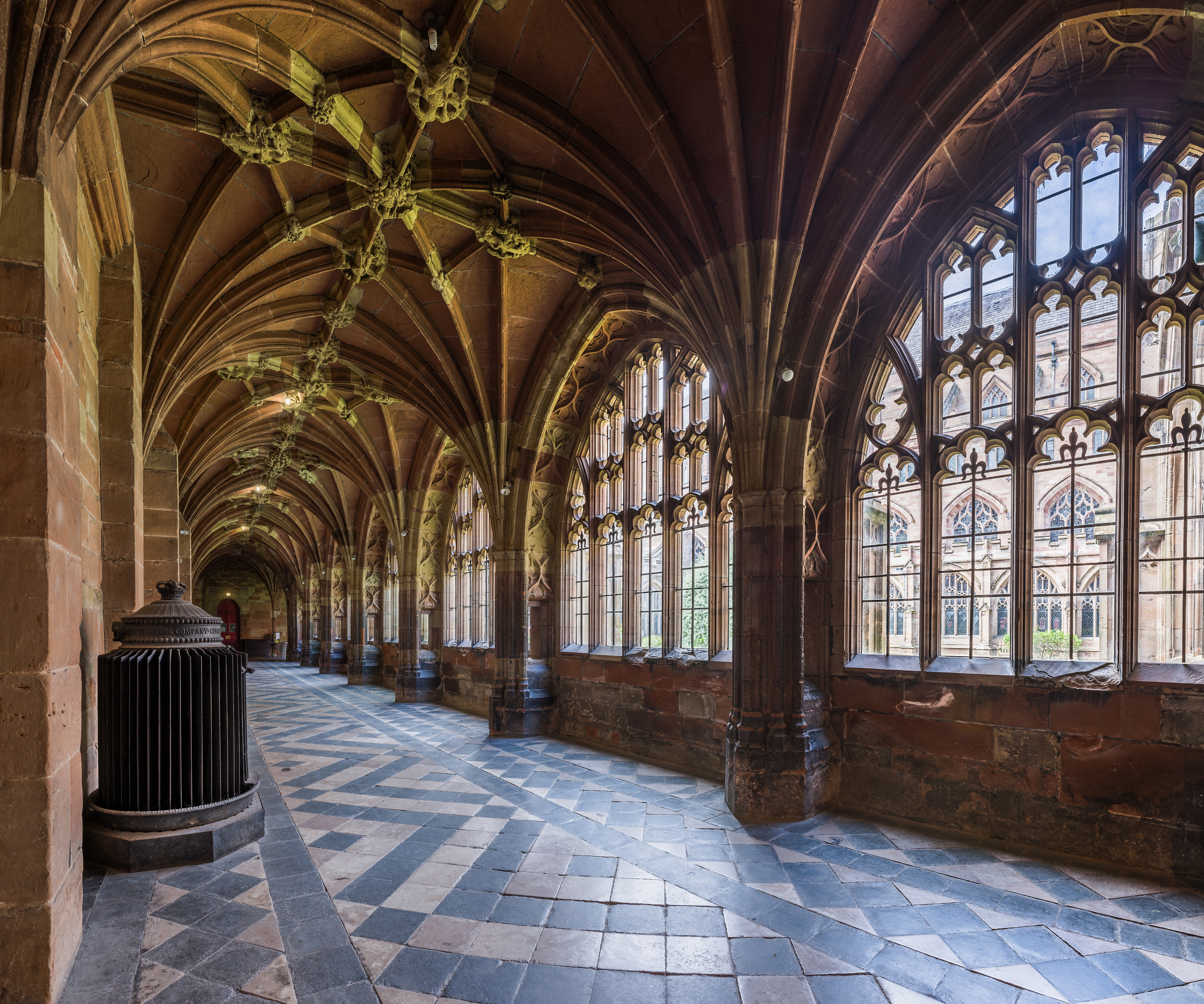
Cloître de la cathédrale de Worcester : les meneaux sont renforcés par des traverses horizontales (1404-1432).
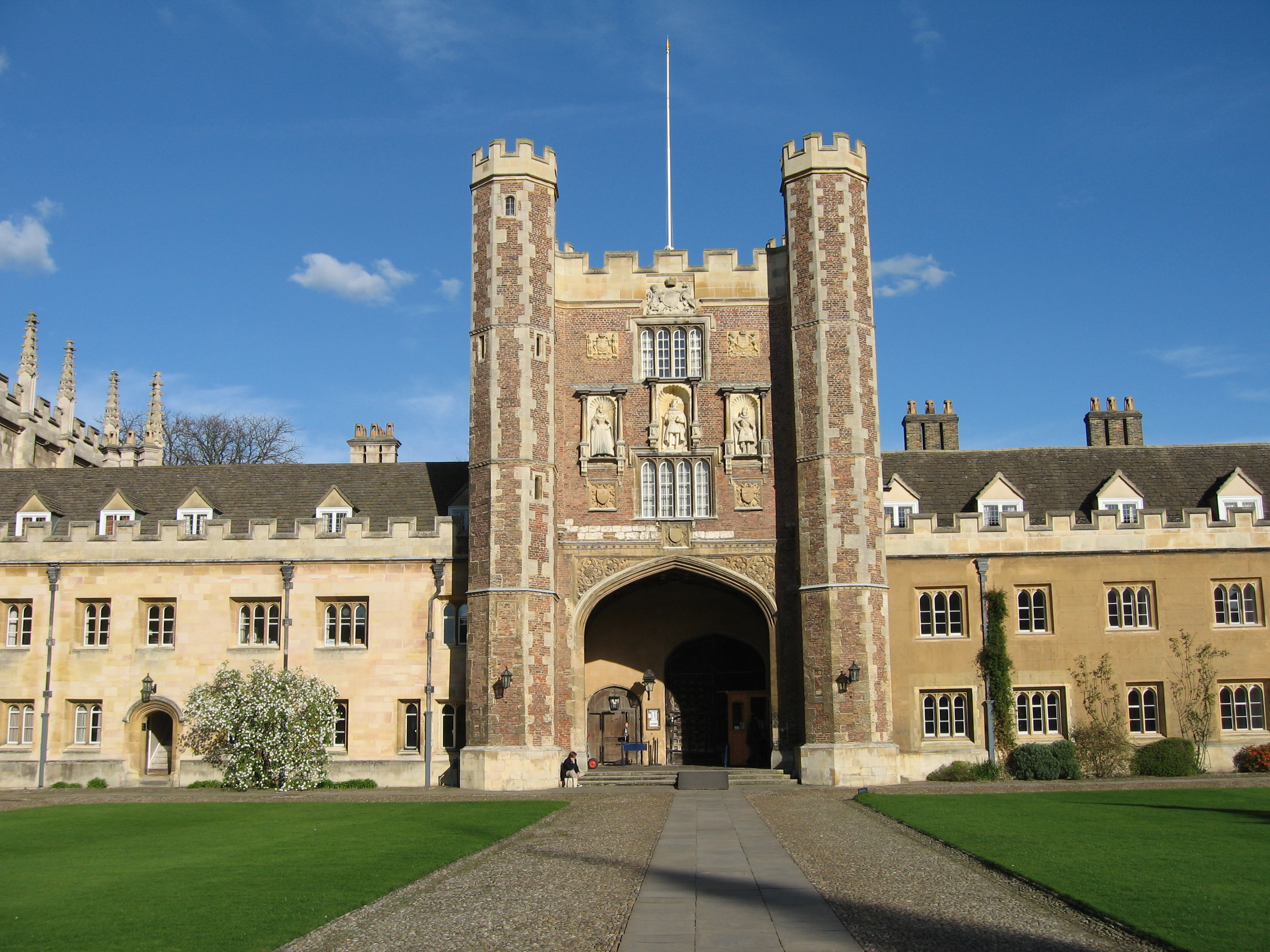
Porte de la Grande Cour de la Trinité, Cambridge, avec une arche Tudor.
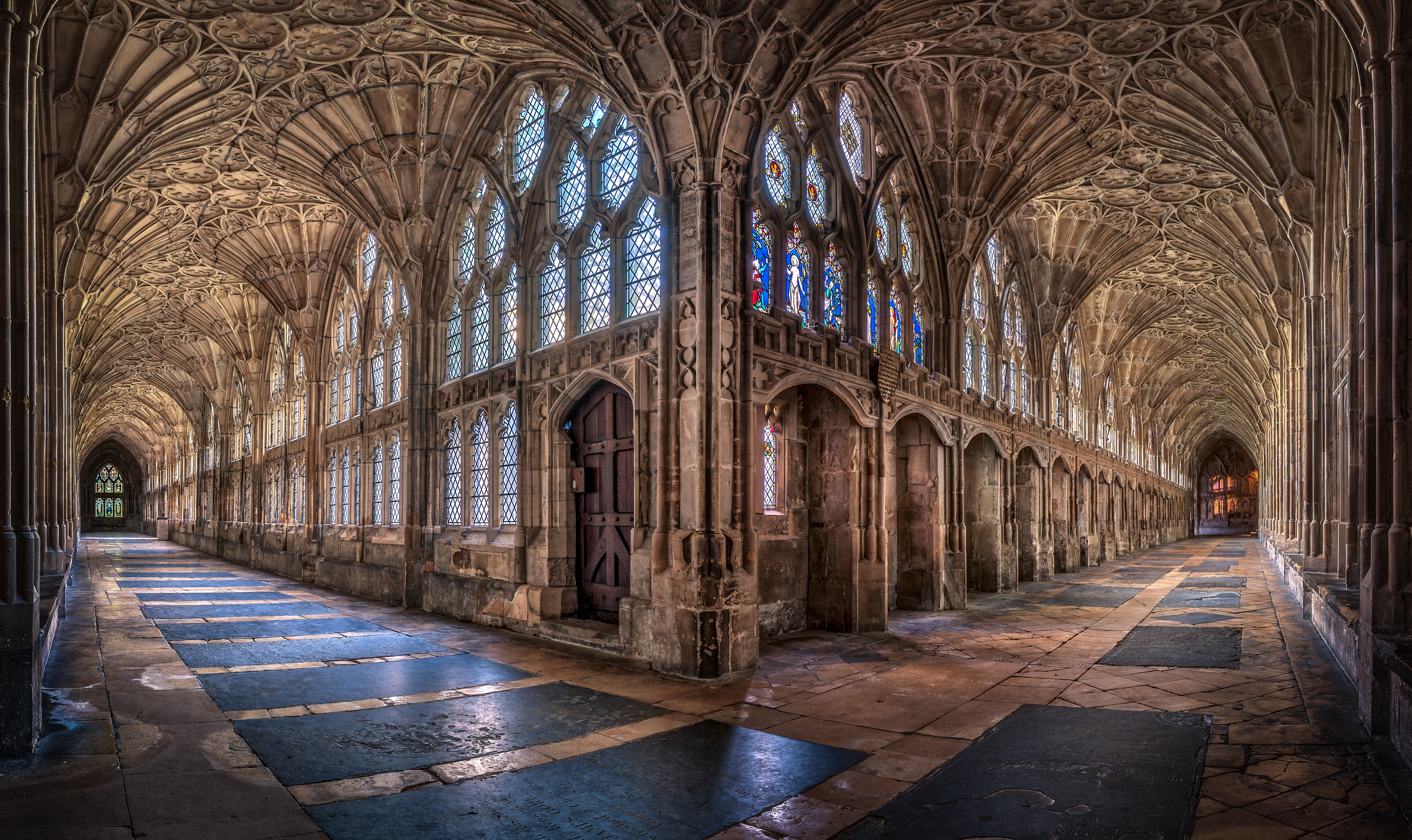
Cloître de la cathédrale de Gloucester (1370–1412).
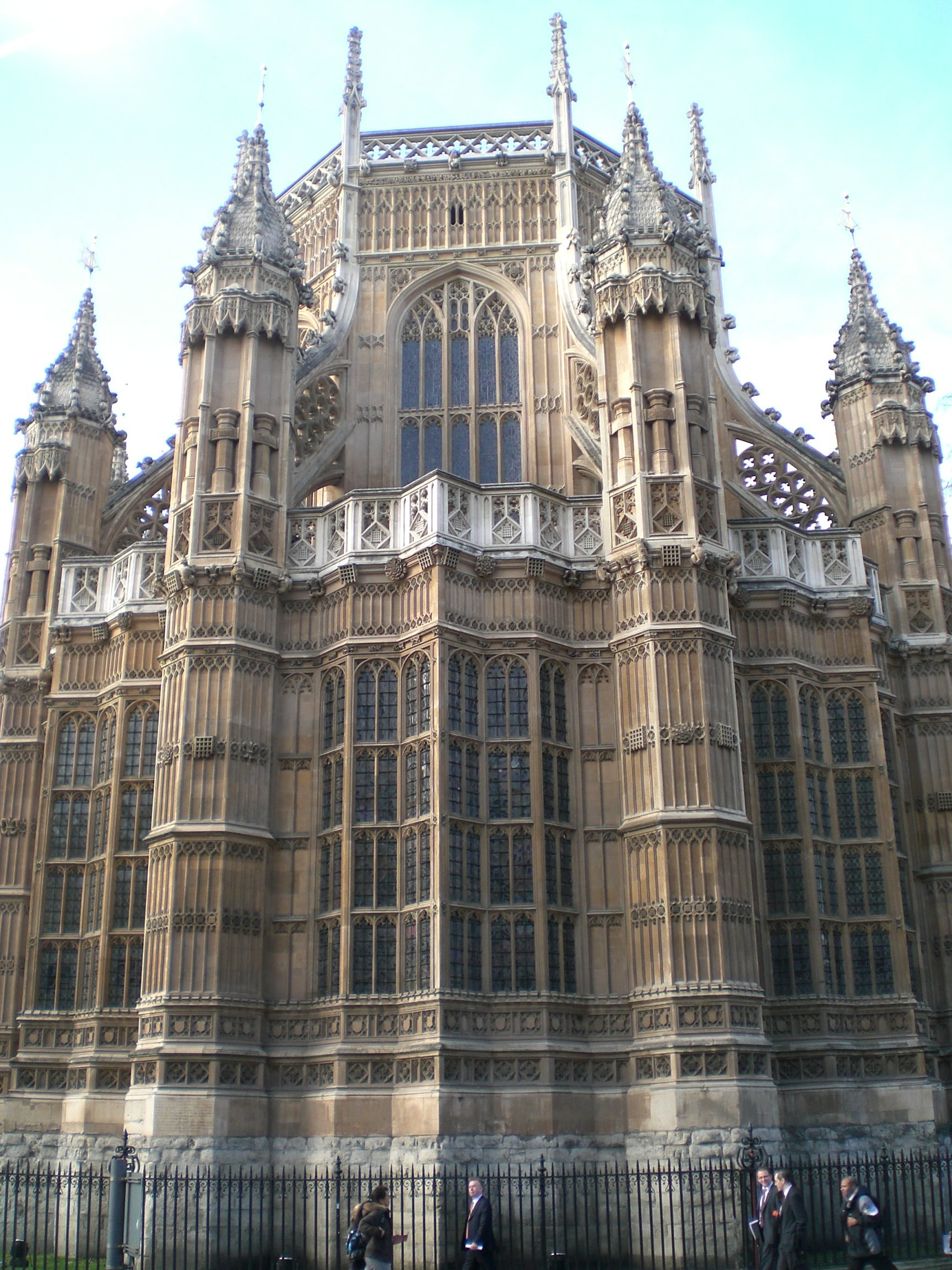
Chapelle Henri VII de l'abbaye de Westminster (achevée en 1519).
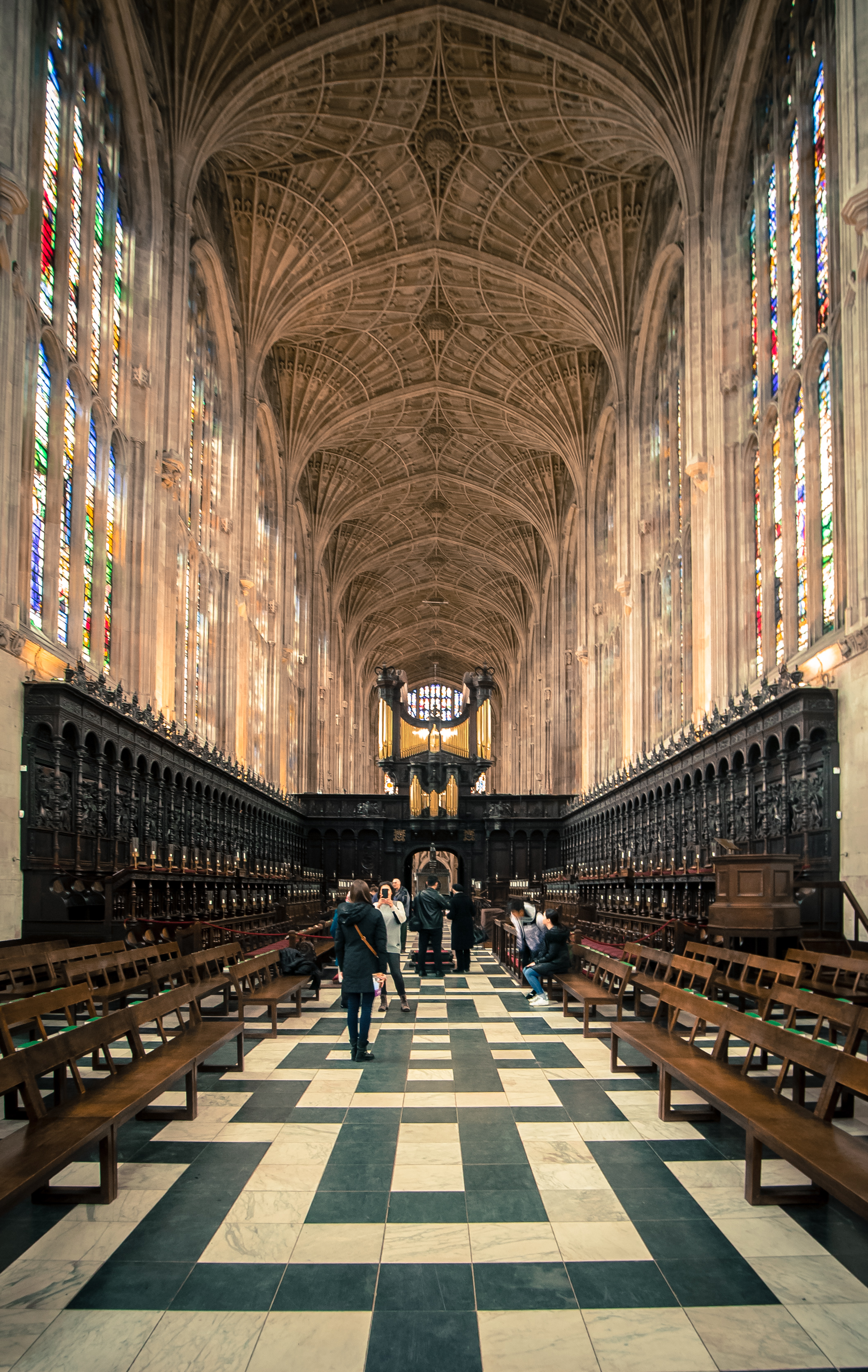
Chapelle du King's College, Cambridge (1446-1515)